# Bergportaal
Het Bergportaal, Latijn: Porticus montis, ook wel Bergpoort of Zuidportaal, is een vroeggotisch beeldenportaal in de Sint-Servaasbasiliek in de Nederlandse stad Maastricht. In feite bestaat het portaal uit een vestibule met drie rijkversierde wanden bij de zuidwestelijke Bergpoort. Het Bergportaal wordt gezien als een belangrijke schakel in de ontwikkeling van het gotische kerkportaal. Het beeldhouwwerk dateert uit de late 12e en vroege 13e eeuw en is daarmee het vroegste voorbeeld van gotische beeldhouwkunst in de Nederlanden.

## Situering
Het Bergportaal bevindt zich nabij de zuidwestelijke hoek van de Sint-Servaasbasiliek, aan de kant van het Henric van Veldekeplein. Dit plein ligt op een helling, wat de waarschijnlijke verklaring is van de namen Bergpoort en Bergportaal. Op het plein, dat als plantsoen is ingericht, staat het bronzen standbeeld van Henric van Veldeke. Rondom liggen de Sint-Janskerk en diverse kanunnikenhuizen.
Het portaal is gebouwd tegen de eerste twee traveeën van de zuidelijke zijbeuk van de Sint-Servaaskerk en geeft via enkele aflopende treden toegang tot de kerk. Rechts (oostelijk) van het portaal bevindt zich de gotische doopkapel. Ter linkerzijde, grenzend aan het westwerk van de kerk, ligt een omheind pleintje met de standbeelden van Monulfus en Gondulfus. Hier stond tot eind 19e eeuw het Spijker, de graanschuur van het kapittel van Sint-Servaas.

## Geschiedenis

### Bouw van het portaal

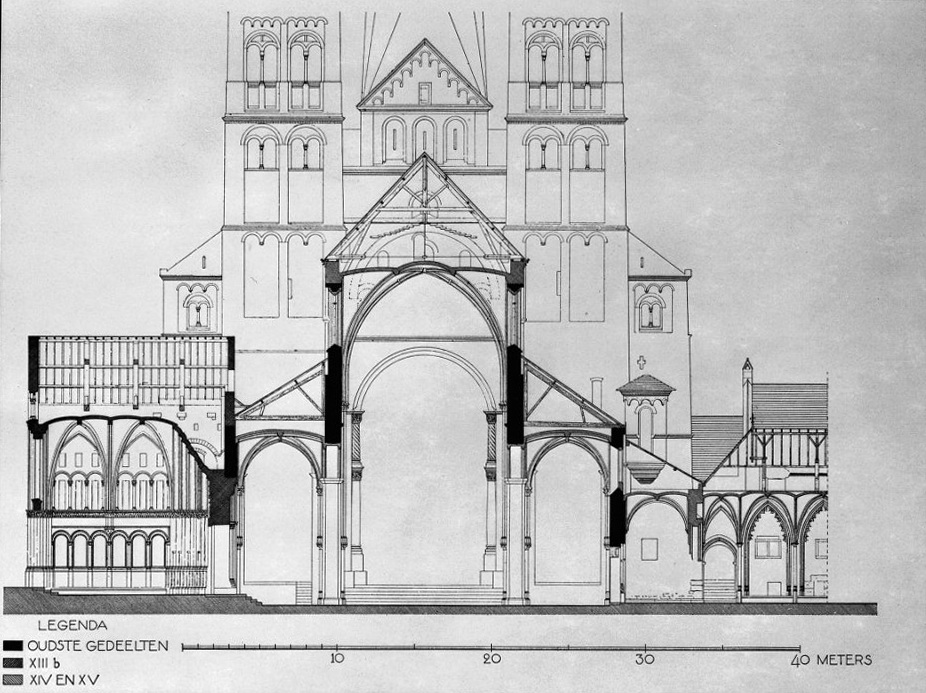
Dwarsdoorsnede. Links het Bergportaal

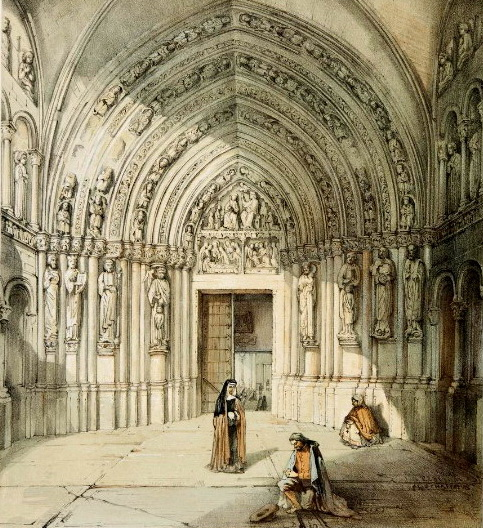
Het Bergportaal op een 19e-eeuwse lithografie van Alexander Schaepkens

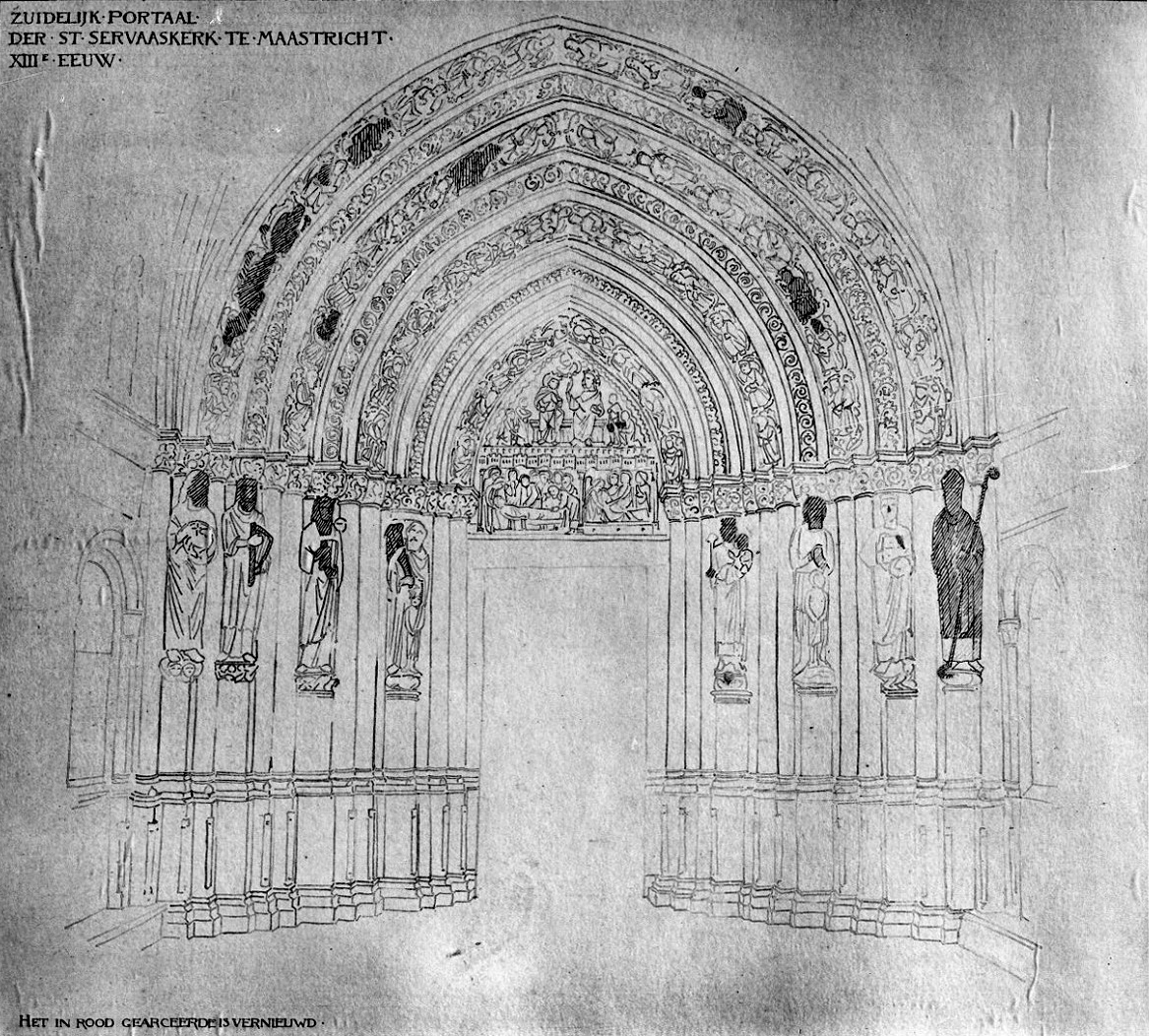
Door Cuypers vernieuwd beeldhouwwerk

Over het bouwjaar van het Bergportaal bestaat geen zekerheid. In het verleden dateerden kunsthistorici het Bergportaal doorgaans in het tweede kwart van de 13e eeuw; ruim een halve eeuw later dan wat men tegenwoordig aanneemt. De kunsthistorica Elizabeth den Hartog gaat uit van twee bouwperiodes, waarvan de eerste rond 1175 ligt. Het idee van een ontstaan in fasen is niet nieuw en wordt ondersteund door de merkwaardige opbouw van het portaal, waarbij bepaalde delen niet bij elkaar lijken te passen. Zo sluit de latei boven de toegangsdeur niet aan bij de rest van het portaal en lijken de grote beelden aan weerszijden van de deur te hoog en te ver uit elkaar geplaatst. Dat laatste was al in 1934 door Van Nispen tot Sevenaer opgemerkt. In 1977 kwam een onderzoeksteam van het Kunsthistorisch Instituut van de Universiteit van Utrecht eveneens tot de conclusie dat het portaal gedurende meerdere, wellicht drie bouwfasen moet zijn ontstaan. Op basis van bouwhistorisch onderzoek werd geopperd dat delen van het portaal mogelijk uit de late 11e eeuw dateren, de tijd van 'bouwproost' Humbertus. Het in 1988 gevonden grafkruis van Humbertus laat weliswaar ruimte voor die mogelijkheid, maar historisch of archeologisch bewijs is er niet.

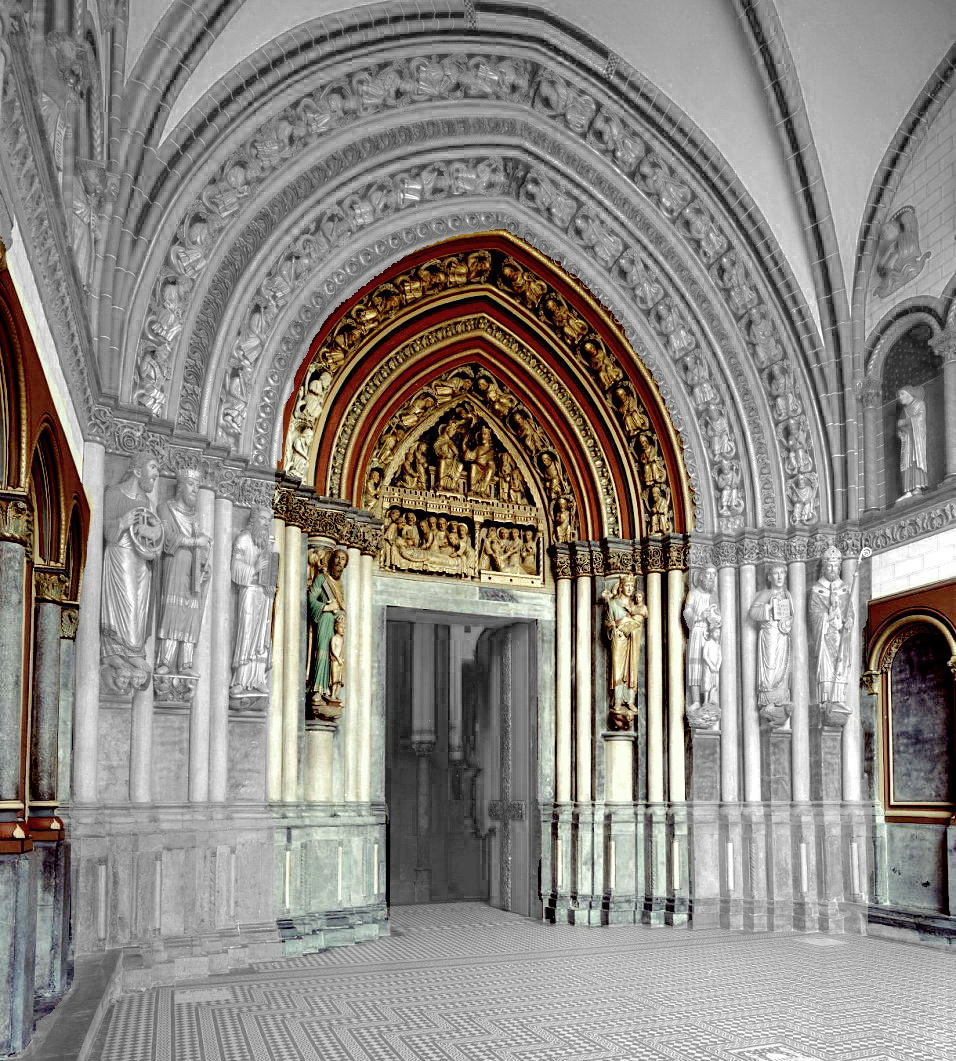
Eerste bouwfase Bergportaal (in kleur, bij benadering)

De eerste bouwfase lag waarschijnlijk rond 1170-80, waarna de bouw vermoedelijk enige tijd stil lag, om kort na 1200 te worden voortgezet en omstreeks 1215 te worden voltooid. In de tussentijd waren de plannen gewijzigd en besloot men het portaal met gebruikmaking van de reeds bestaande delen te vergroten, wat leidde tot een enigszins geforceerd resultaat. Ook vond er waarschijnlijk een wijziging plaats in het iconografisch schema: de oudere voorstellingen lijken te wijzen op een Mariaportaal; de latere op een Christus- of koningsportaal. Het oorspronkelijke portaal bestond uit de Maria-voorstellingen op de latei en het timpaan, en de twee binnenste archivolten. Ook de lagere delen van de zijwanden lijken tot deze bouwfase te behoren. De latere uitbreiding bestond uit de twee buitenste archivolten, gecombineerd met een verhoging van de poortdoorgang. Om toch tot een eenheid van stijl te komen werd het portaal beschilderd met een blauwgrijze verf, waarvan op alle onderdelen sporen zijn aangetroffen.
Een reden voor de vertraagde realisering van het portaal kan zijn geweest dat het atelier van 'steenmetsen' (beeldhouwers), dat vanwege de bouwhausse bij de Maastrichtse kapittelkerken van 1140 tot 1170 permanent in deze stad gevestigd was, na 1170 elders aan het werk was. Ook was er in deze periode een machtsstrijd gaande tussen de paus en de keizer. De Maastrichtse proosten kozen traditioneel de zijde van de keizer, wat in 1190 leidde tot het min of meer gedwongen aftreden van proost Lotharius van Hochstaden. De voltooiing van het portaal viel mogelijk samen met de (hernieuwde) verloving van keizer Otto IV en Maria van Brabant in 1214 in de Sint-Servaaskerk.

### Beeldenstorm en restauraties
Het Bergportaal heeft sterk te lijden gehad van de beeldenstorm in 1566. Zo werden van een groot aantal beelden de koppen afgeslagen. De beschadigingen werden in 1596 hersteld, maar deze restauratie (met gips) werd later betiteld als een "tweede daad van vandalisme". In de 18e eeuw kreeg het portaal een barokke gevel.
Tijdens de algehele kerkrestauratie van 1870 tot 1890 werd onder leiding van architect Pierre Cuypers de barokke buitengevel van het Bergportaal verwijderd. Daarbij werd boven de toegangspoort een gebrandschilderd raam met een voorstelling van het Laatste Oordeel aangebracht. De voorliggende straat, die in 1812 aanzienlijk was opgehoogd, werd bij die gelegenheid teruggebracht naar het oorspronkelijke niveau, waardoor men niet langer een tiental treden af hoefde om het portaal te betreden. Dit werd weer deels tenietgedaan door de ontdekking tijdens de restauratie dat de oorspronkelijke vloer bijna een halve meter lager had gelegen, maar ook dit werd hersteld. De op 19e-eeuwse tekeningen herkenbare zerken werden verwijderd en de ruimte kreeg vervolgens een tegelvloer met een labyrint. Enige jaren later werd het Spijker afgebroken, waardoor de westzijde van het portaal vrij kwam te liggen.
De inwendige restauratie werd naar plannen van Cuypers in de periode 1884-87 uitgevoerd door het atelier Cuypers-Stoltzenberg uit Roermond. Een aantal zwaar beschadigde beelden werden aangevuld met cement. Het beeld van Sint-Servaas werd voor driekwart vernieuwd en doordat het beeld van Simeon (met het kindje Jezus) niet als zodanig werd herkend kreeg dat het hoofd van Maria. Tevens werd het portaal voorzien van een neogotische polychromie, min of meer gebaseerd op enkele aangetroffen verfresten. Na de Tweede Wereldoorlog stond de Noodkist van Sint-Servaas enkele jaren in het Bergportaal.
In 1992 is het interieur van het portaal opnieuw gerestaureerd, nadat het exterieur al eind jaren 1980 bij de grote kerkrestauratie onder handen was genomen. Bij de restauratie bleek dat belangrijke delen van het beeldhouwwerk in het verleden op grove wijze waren "hersteld". De beelden van de binnenste archivolt bleken nog het best in hun oorspronkelijke toestand bewaard. Begonnen werd met een proef waarbij een drietal beelden in de archivolten van hun 19e-eeuwse polychromie werden ontdaan. Van de oorspronkelijke polychromie bleek weinig bewaard. De andere beelden werden niet teruggebracht naar hun oorspronkelijke toestand, ook al omdat het restauratieteam in voorgaande fasen van de kerkrestauratie nogal wat kritiek had gekregen op het grotendeels verwijderen van de Cuypers-uitmonstering. Bij het Bergportaal werd daarom gekozen voor herstel van de laat-19e-eeuwse toestand.

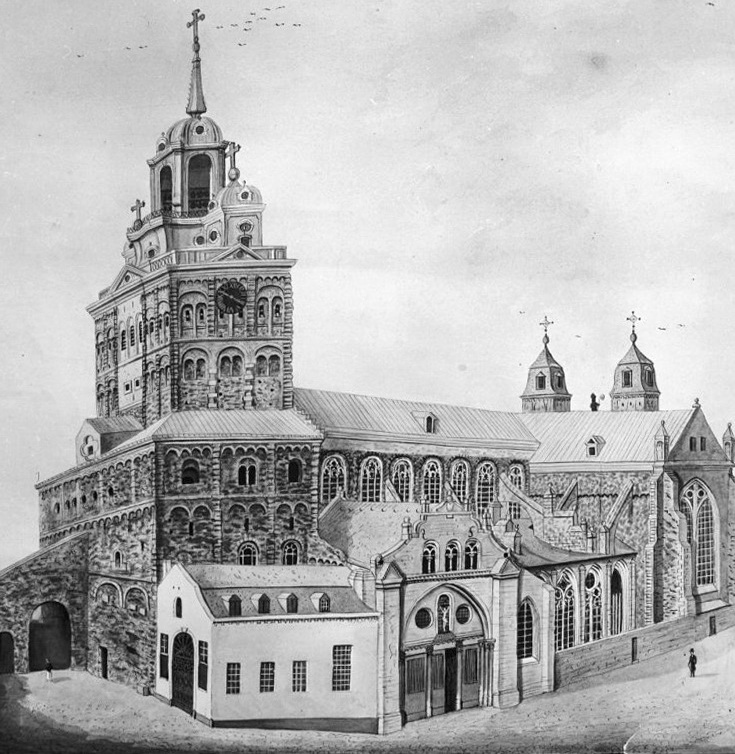
Bergportaal en Spijker (Ph. van Gulpen, ca. 1850)
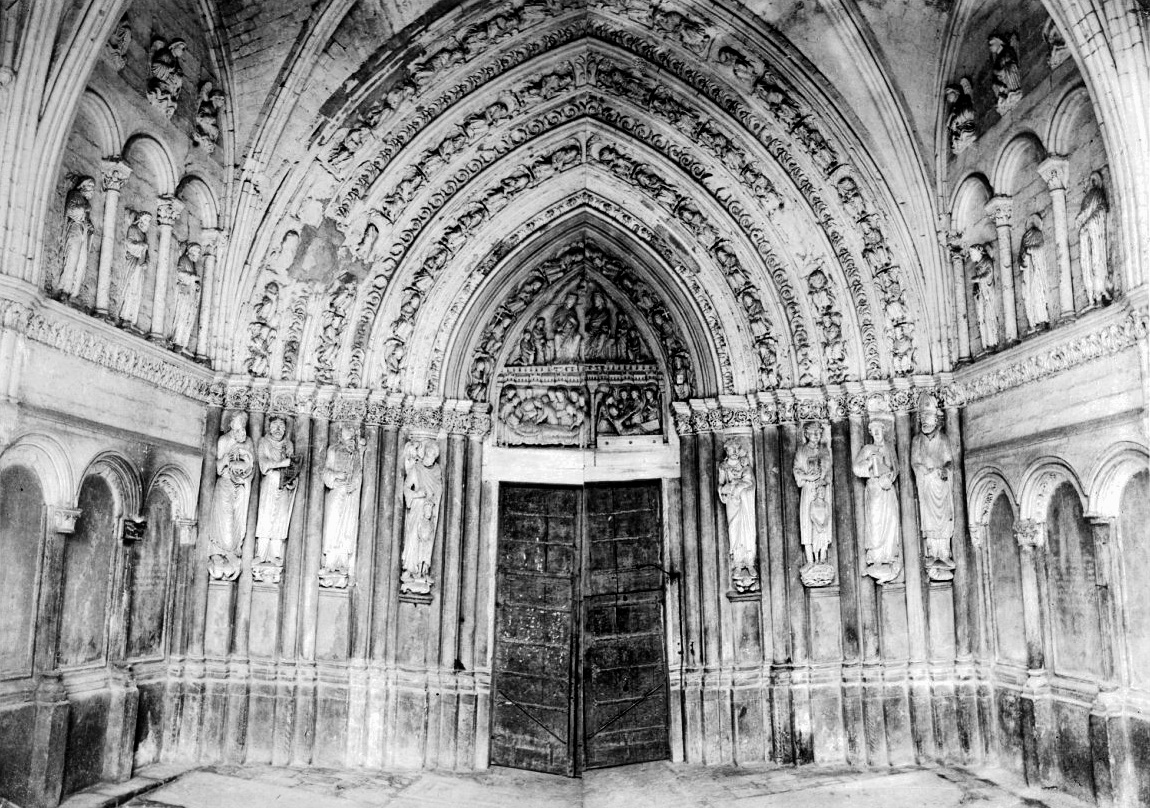
Het gehavende portaal vóór de Cuypers-restauratie
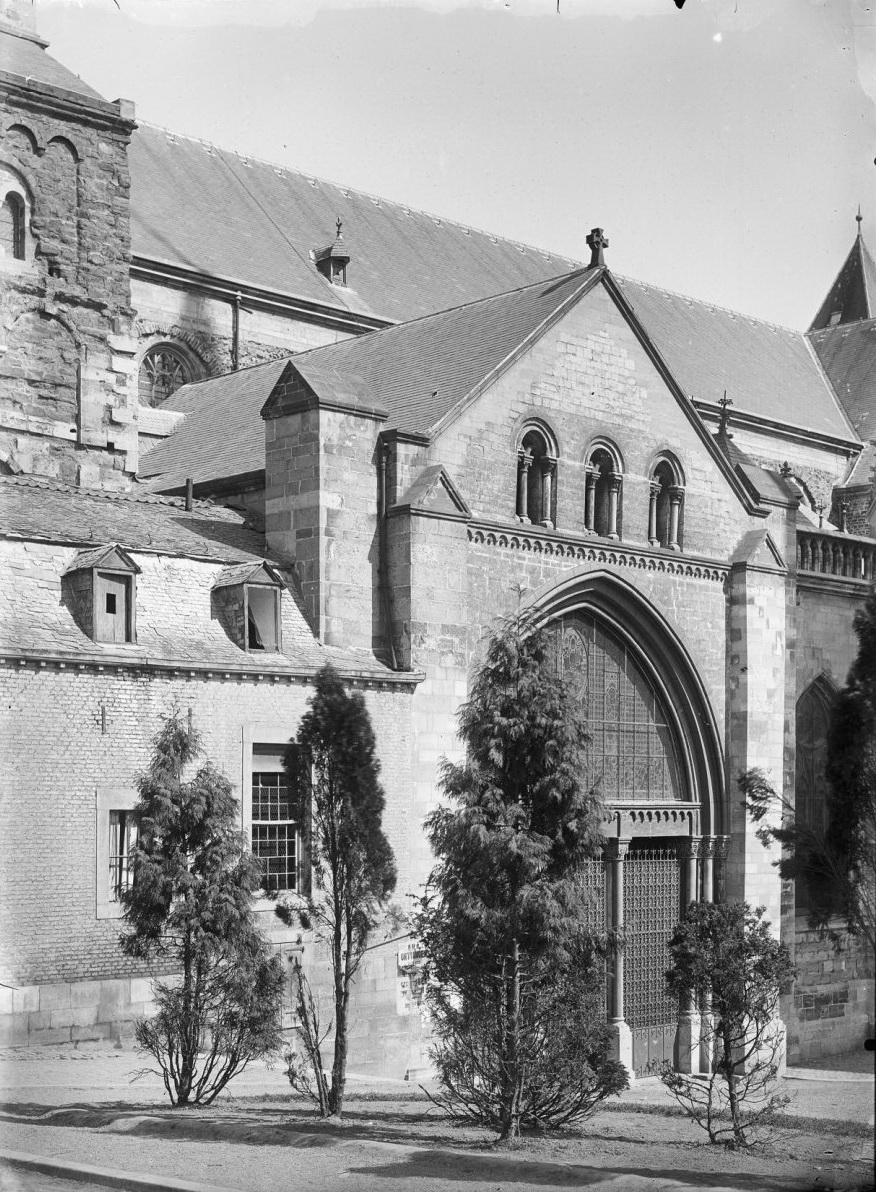
Bergportaal en Spijker na de Cuypers-restauratie (1893)
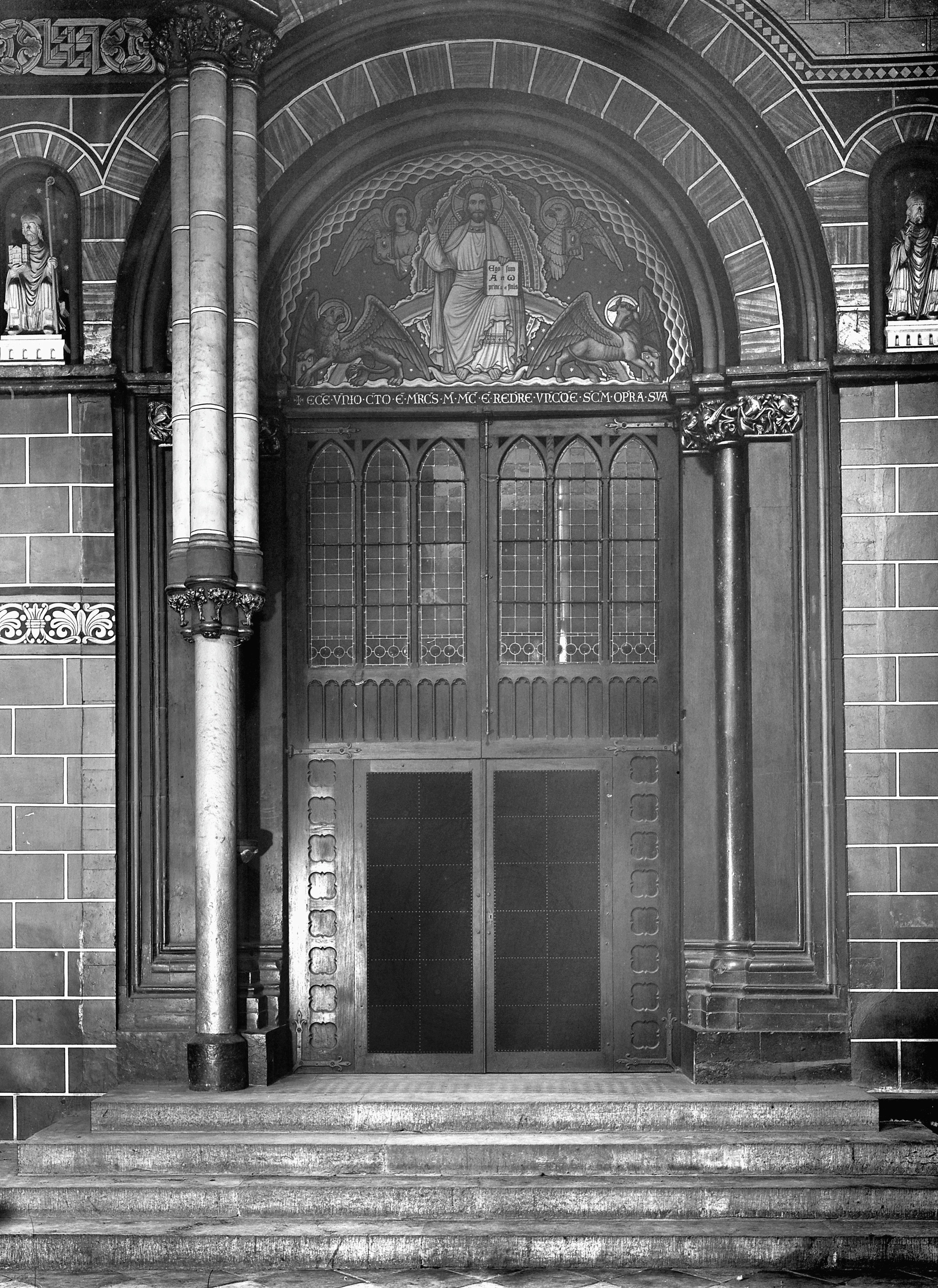
Bergpoort vanuit de kerk (1914)

## Beschrijving

### Architectonische opbouw

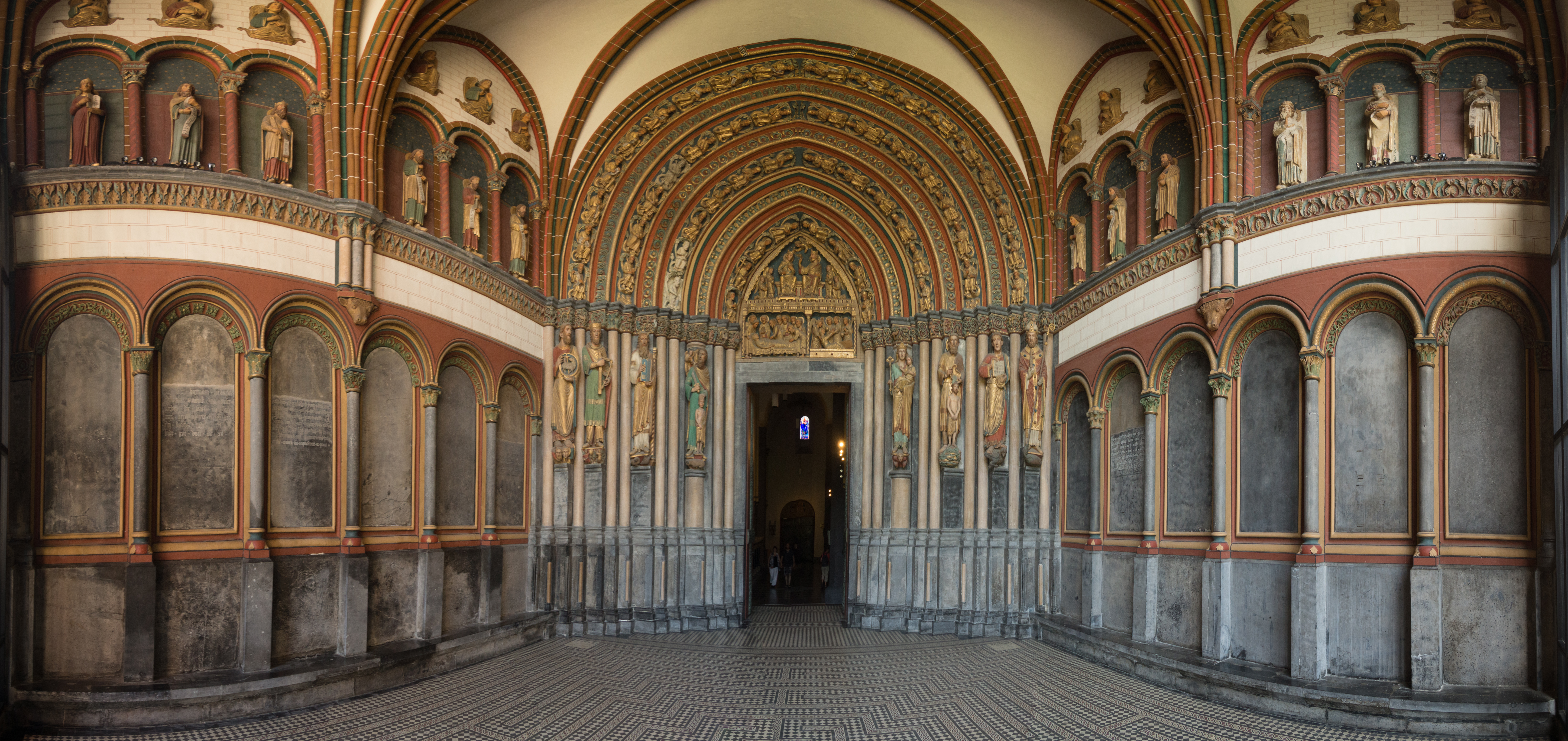
Panoramafoto Bergportaal (zijkanten sterk vertekend)

Wat gewoonlijk het Bergportaal genoemd wordt, is in feite de vestibule van de Bergpoort. Het bouwwerk is opgetrokken deels in kolenzandsteen, deels in Limburgse mergel. Tussen het met leien gedekte zadeldak en het gewelf bevindt zich een zolderruimte, die daglicht ontvangt via een drietal gekoppelde rondboogvensters met deelzuiltjes in de zuidgevel. Aan de zijde van het Henric van Veldekeplein bevindt zich een grote spitsbogige poortopening. Het onderste deel van de poortopening wordt door twee dubbele zuilen in drieën gedeeld. Aan de buitenzijde bevindt zich een fries met een doorlopende rij kapitelen. De eigenlijke Bergpoort bezit een vergelijkbaar kapitelenfries aan de binnenzijde van de poort (te zien vanuit de kerk).
In het interieur van de vestibule vormen de zijwanden min of meer een eenheid met het eigenlijke portaal in de noordwand van de hal. Het iconografisch programma van het Bergportaal bevat 72 beelden van profeten, koningen, apostelen en heiligen, twaalf halffiguren van engelen en drie reliëfs met scènes uit het leven van Maria. De beelden en reliëfs zijn opgenomen in een architectonisch geheel, opgebouwd uit gebeeldhouwde plinten, lijsten, nissen, zuilen, basementen en kapitelen. De vloer bestaat uit een tegellabyrinth. Het portaalgebouw wordt gedekt door twee rechthoekige kruisribgewelven.

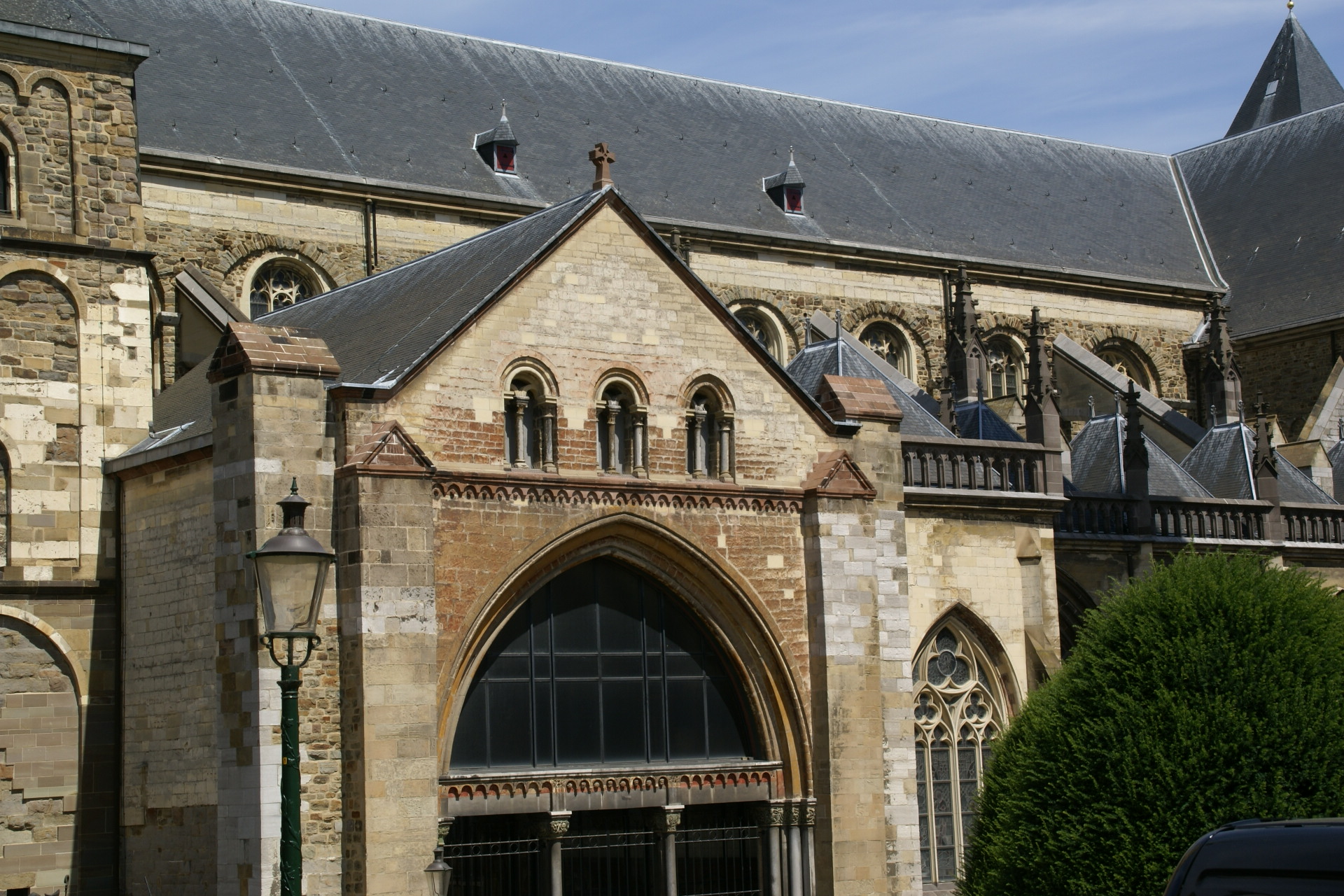
Exterieur
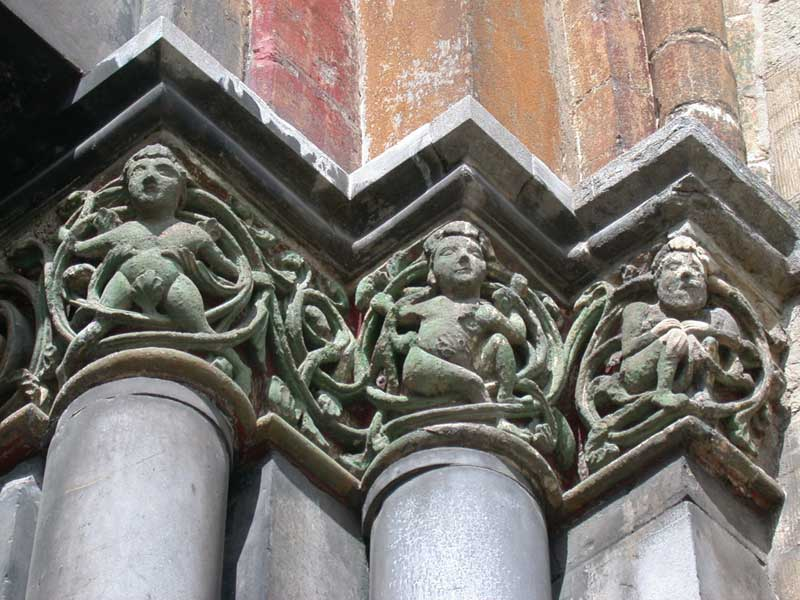
Kapitelen buitenpoort
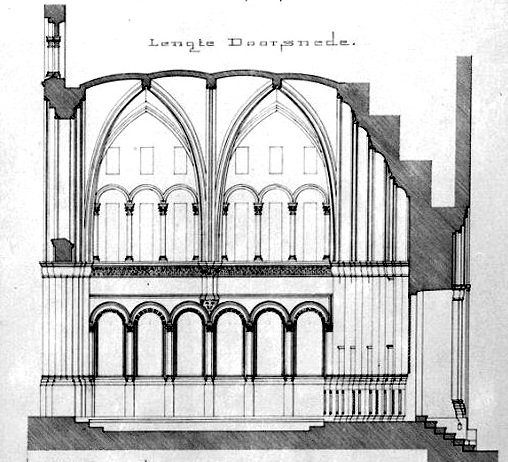
Lengtedoorsnede
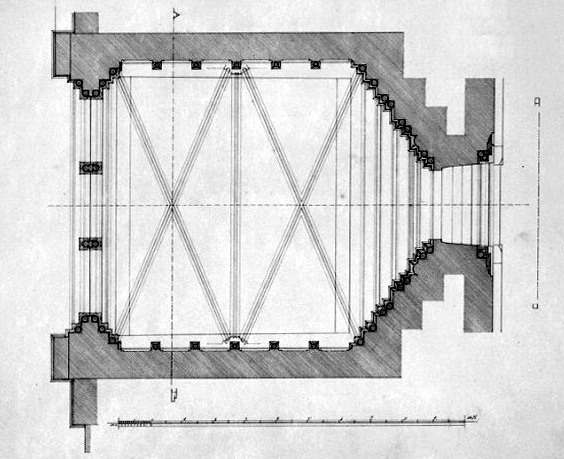
Plattegrond

### Latei en timpaan
Boven de poortdoorgang van de Bergpoort prijkt een spits timpaan, dat gedragen wordt door een latei met reliëfs van ongelijke grootte. De drie reliëfs verbeelden scènes uit het leven van Maria: linksonder het sterfbed, rechtsonder de opwekking en in het eigenlijke timpaan Maria als Koningin van de Hemel. De latei en het timpaan, samen met de twee binnenste archivolten, dateren uit de eerste bouwfase (1170-80). De polychromie dateert uit de tijd van Cuypers, maar is gebaseerd op middeleeuwse verfresten.

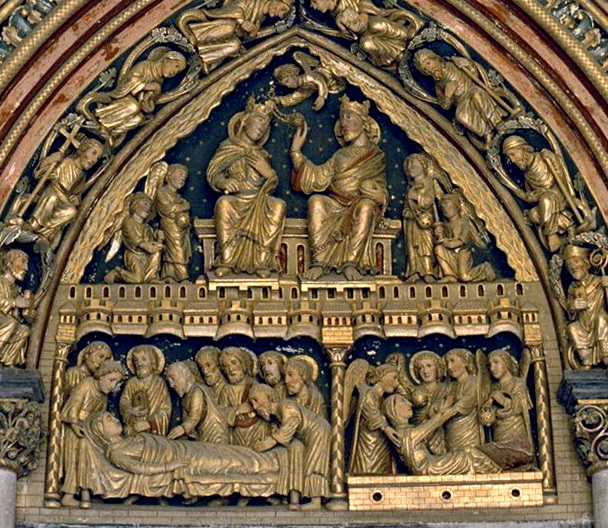
Latei, timpaan en omringende archivolt
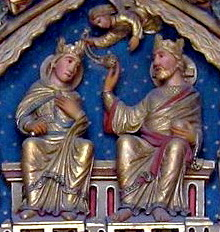
Timpaan met de triomf van Maria
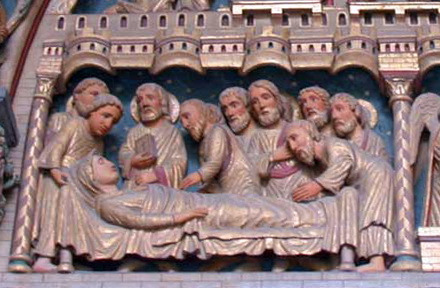
Latei linkerzijde met de dood van Maria
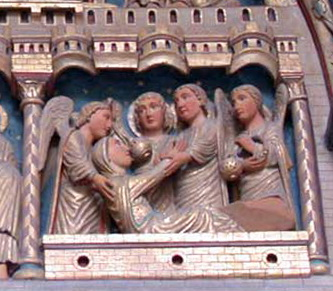
Latei rechterzijde met de opwekking van Maria

### Archivolten
De latei en het timpaan worden omgeven door spitsbogige archivolten, waarvan er vier versierd zijn met beelden en de tussenliggende met bladornamentiek. De binnenste archivolt verbeeldt de legendarische stamboom van Sint-Servaas. De figuren moeten van boven naar beneden (en naar buiten toe) worden gelezen, links: Anna, Maria, Jezus en een extra figuur (mogelijk Jozef); rechts: Esmeria, Eliud, Emiu en Servatius. De figuren van de tweede figuratieve archivolt stellen de twaalf stammen van Israël voor. Op de derde en vierde archivolt zijn koningen van Israël afgebeeld; de vierde archivolt is verder opgevuld met de twaalf kleine profeten. De polychromie dateert ook hier uit de tijd van Cuypers. Twee figuren in de tweede archivolt en één in de derde zijn ontdaan van hun polychromie. De twee binnenste archivolten dateren uit de eerste bouwfase (1170-80). De figuren zijn hier levendiger en gevarieerder dan in het latere beeldhouwwerk; kleine details verlenen aan elk beeldje individualiteit. De buitenste archivolten, die nooit gepolychromeerd zijn geweest, stammen uit de tweede bouwfase (na 1200) en lijken door minder bedreven kunstenaars te zijn vervaardigd.

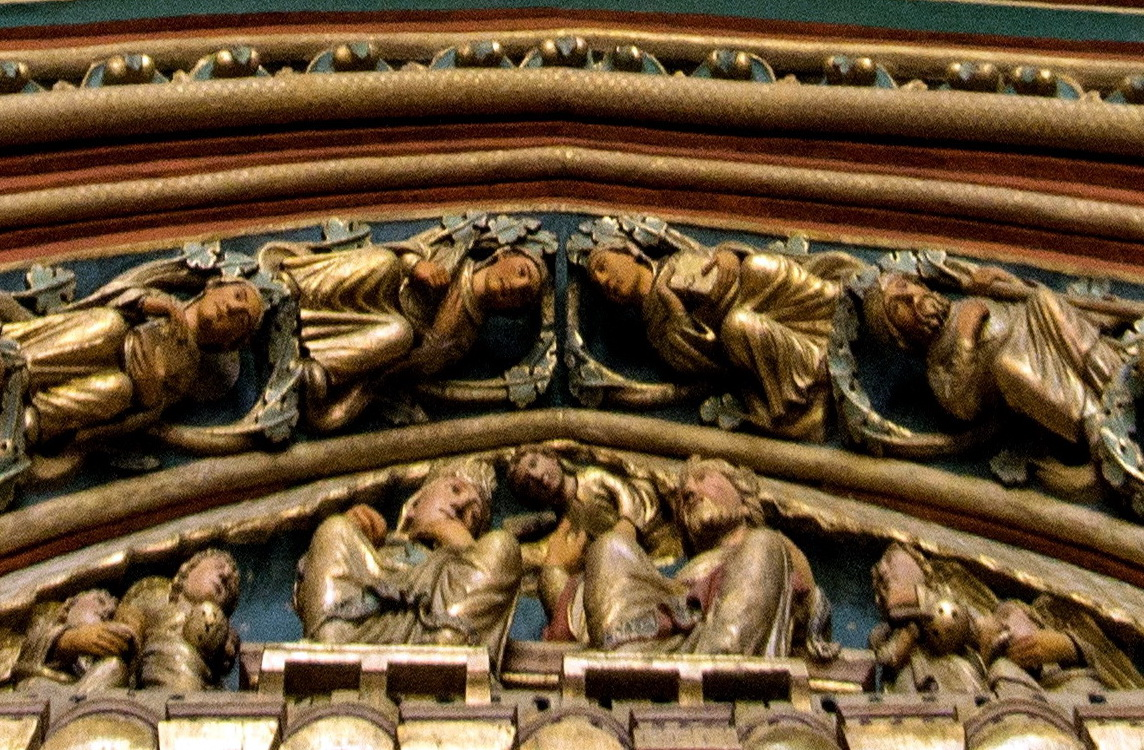
Binnenste archivolt met Maria, Anna, Esmeria en Eliud
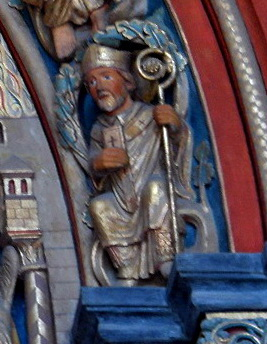
Sint-Servaas, rechtsonder in de binnenste archivolt
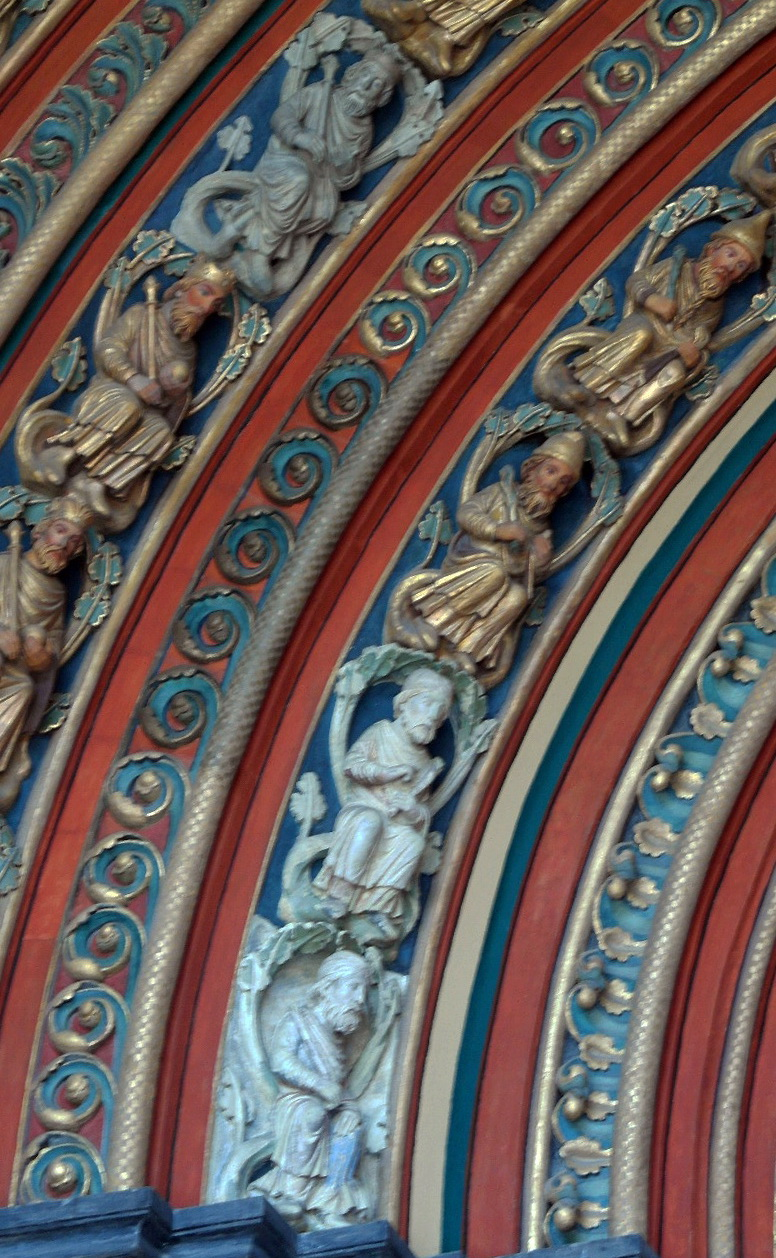
2e en 3e archivolt (links) met ongepolychromeerde beelden
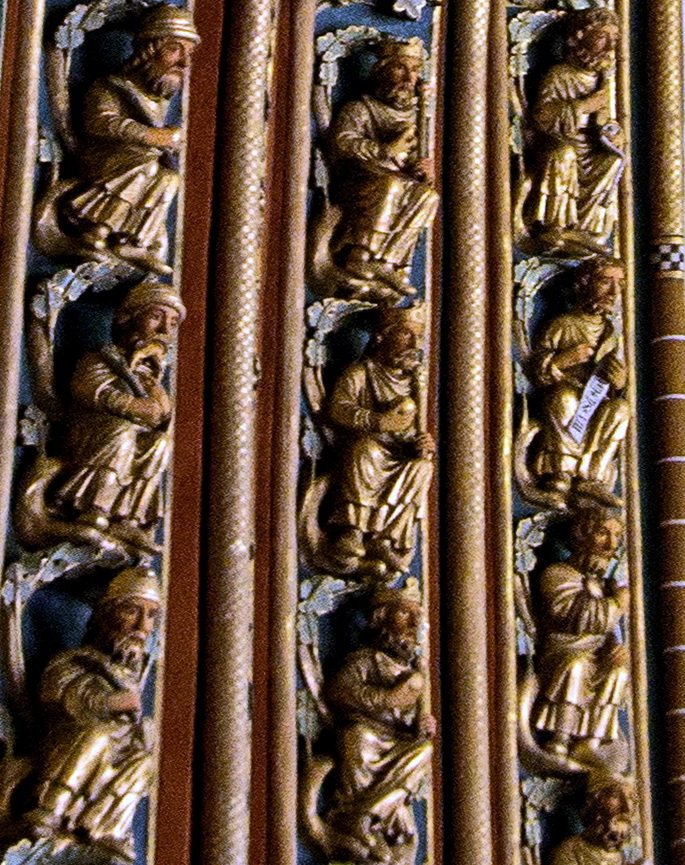
2e, 3e en 4e archivolt (rechts) met Bijbelse figuren

### Zuilen en statues-colonnes
De archivolten rusten op een architectonisch ensemble van zuilen, zuilenbundels, pilasters en beelden aan weerszijden van de Bergpoort. De meer dan levensgrote heiligenbeelden tussen de zuilen, statues-colonnes genoemd, zijn als kariatiden in het geheel opgenomen. Bijzonder zijn de zuilen en zuiltjes van kalksinter, een marmerachtige steen die gevormd wordt door kalkafzetting in Romeinse aquaducten in de Eifel. De gebeeldhouwde basementen en kapitelen passen in de traditie van de Maaslandse stijl. De kapitelen vormen in feite een doorlopend fries. De beelden naast de toegangspoort stellen figuren voor die, van binnen naar buiten in ouderdom afnemen: links Abraham, Mozes, David en Samuel (allen uit het Oude Testament); rechts Simeon, Johannes de Doper en Johannes de Evangelist (uit het Nieuwe Testament) en, geheel rechts, Sint-Servaas. Op de laatste twee na, komen deze figuren min of meer in dezelfde volgorde voor in vergelijkbare Franse portalen.

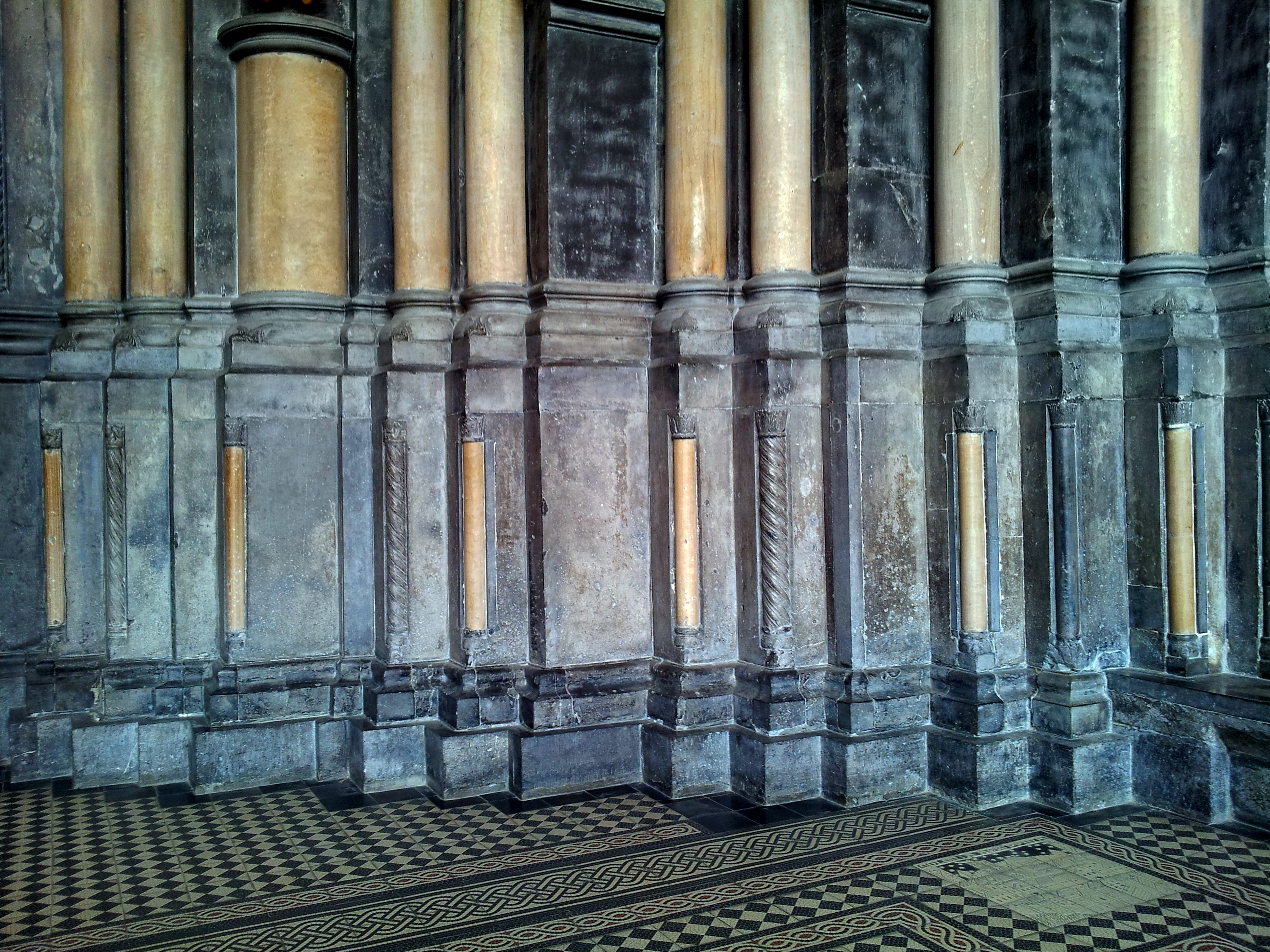
Hardstenen borstwering met kalksinter zuilen
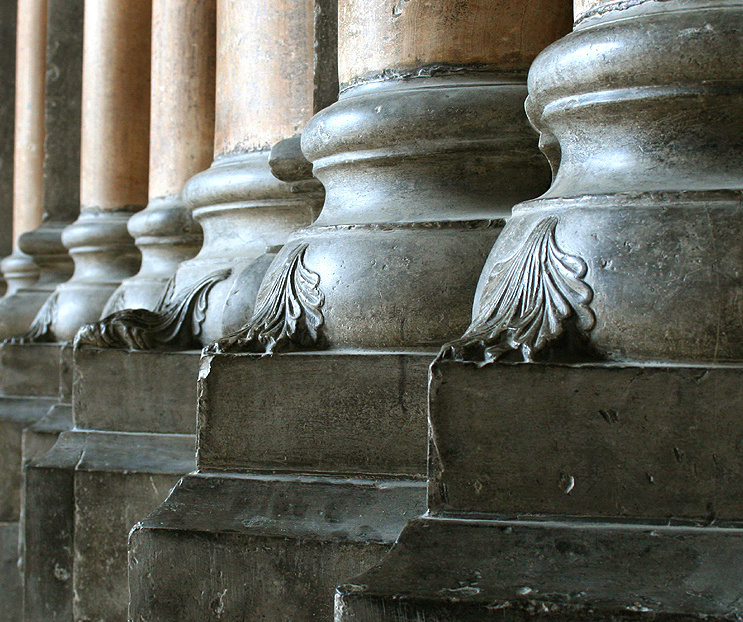
Detail basementen
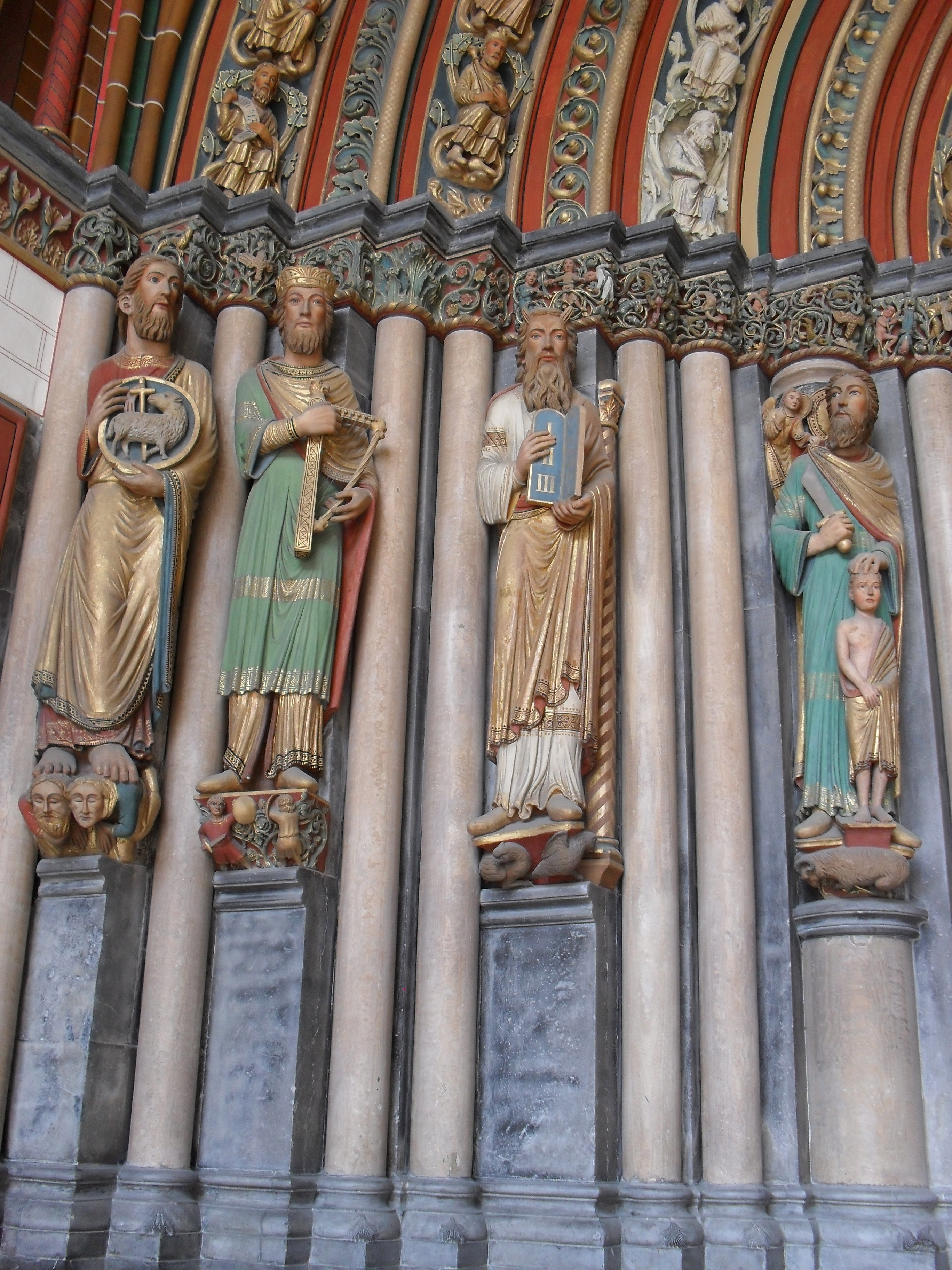
Samuel, David, Mozes en Abraham
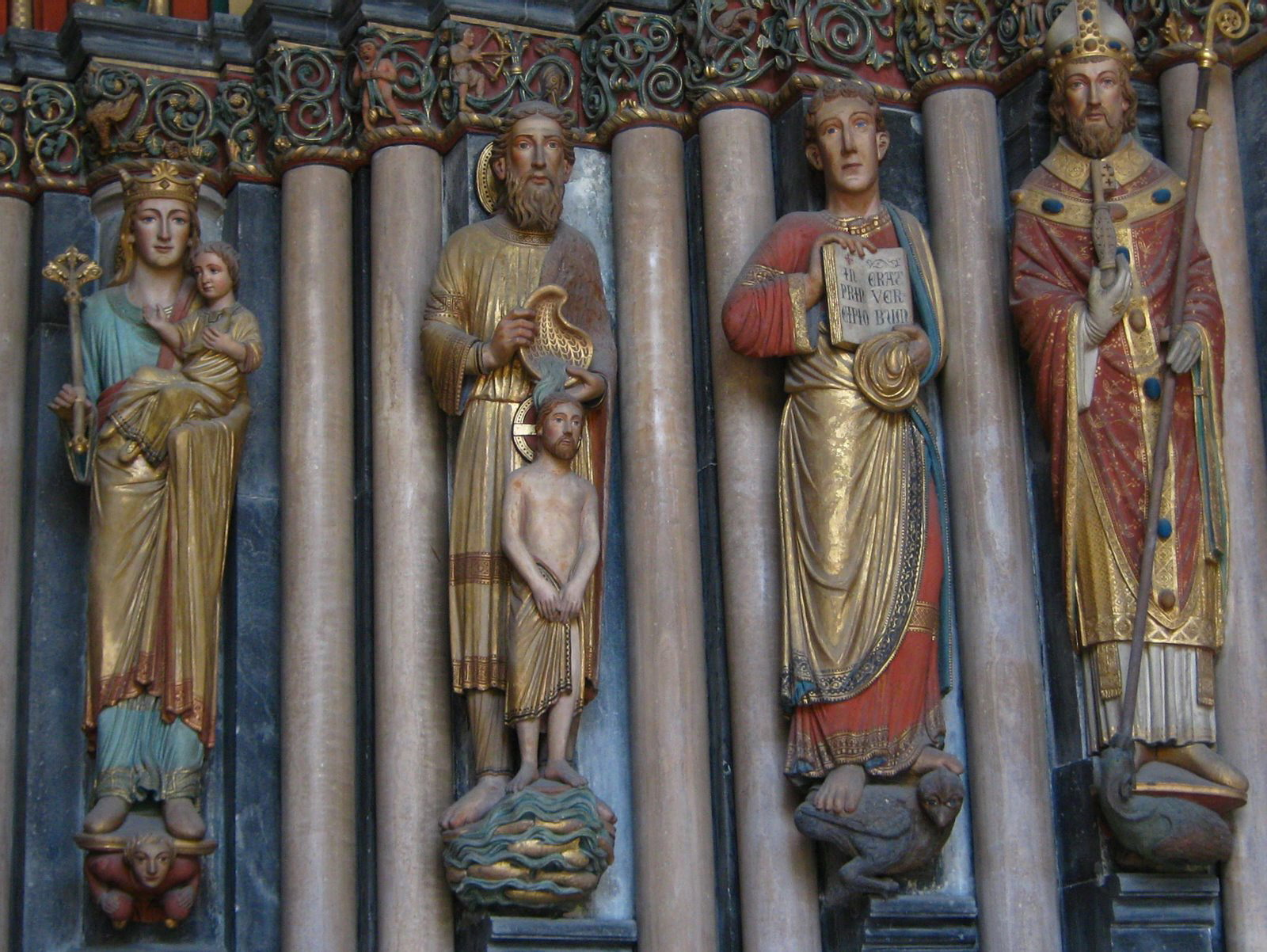
Simeon, de twee Johannesen, en Sint-Servaas

### Zijwanden
De beide zijwanden van de voorhal of vestibule zijn door middel van een lijst verdeeld in een beneden- en bovenzone. De onderste zone is verrijkt met een blinde rondboogarcade. In sommige nissen zijn teksten aangebracht. De bovenste zone is in twee traveeën gedeeld en is eveneens met rondbogen versierd, met in iedere nis een staande figuur, voornamelijk profeten en aartsvaders uit het Oude Testament. Geheel links in de westwand is een vrouw afgebeeld, volgens Cuijpers de 'synagoge' verbeeldend, volgens anderen de Sibille van Erythrae. Hierboven bevinden zich twaalf engelen, afgebeeld als halffiguren.

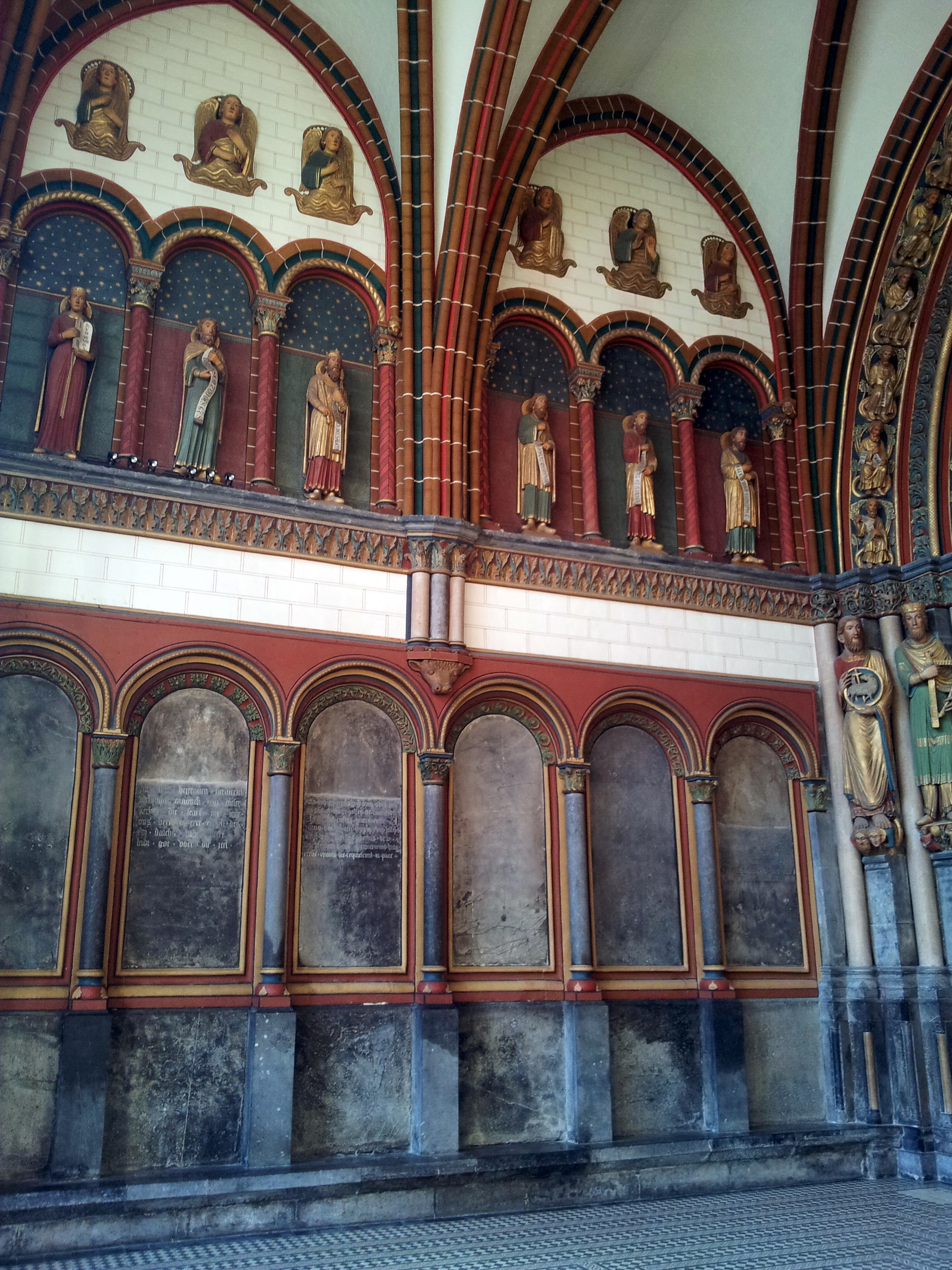
Overzicht westmuur
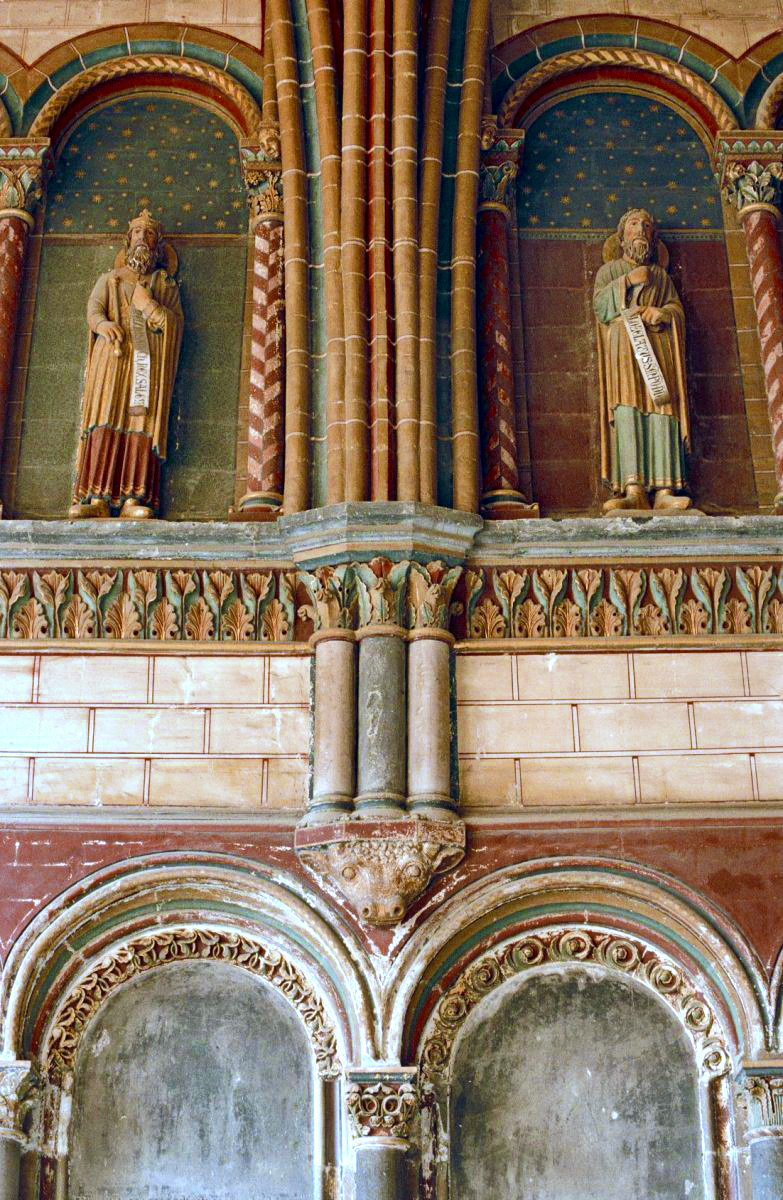
Detail westmuur
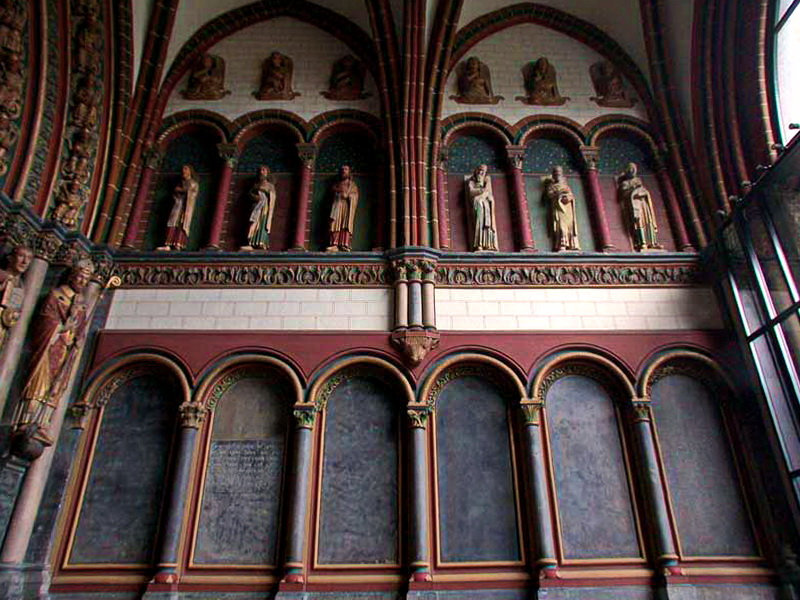
Overzicht oostmuur
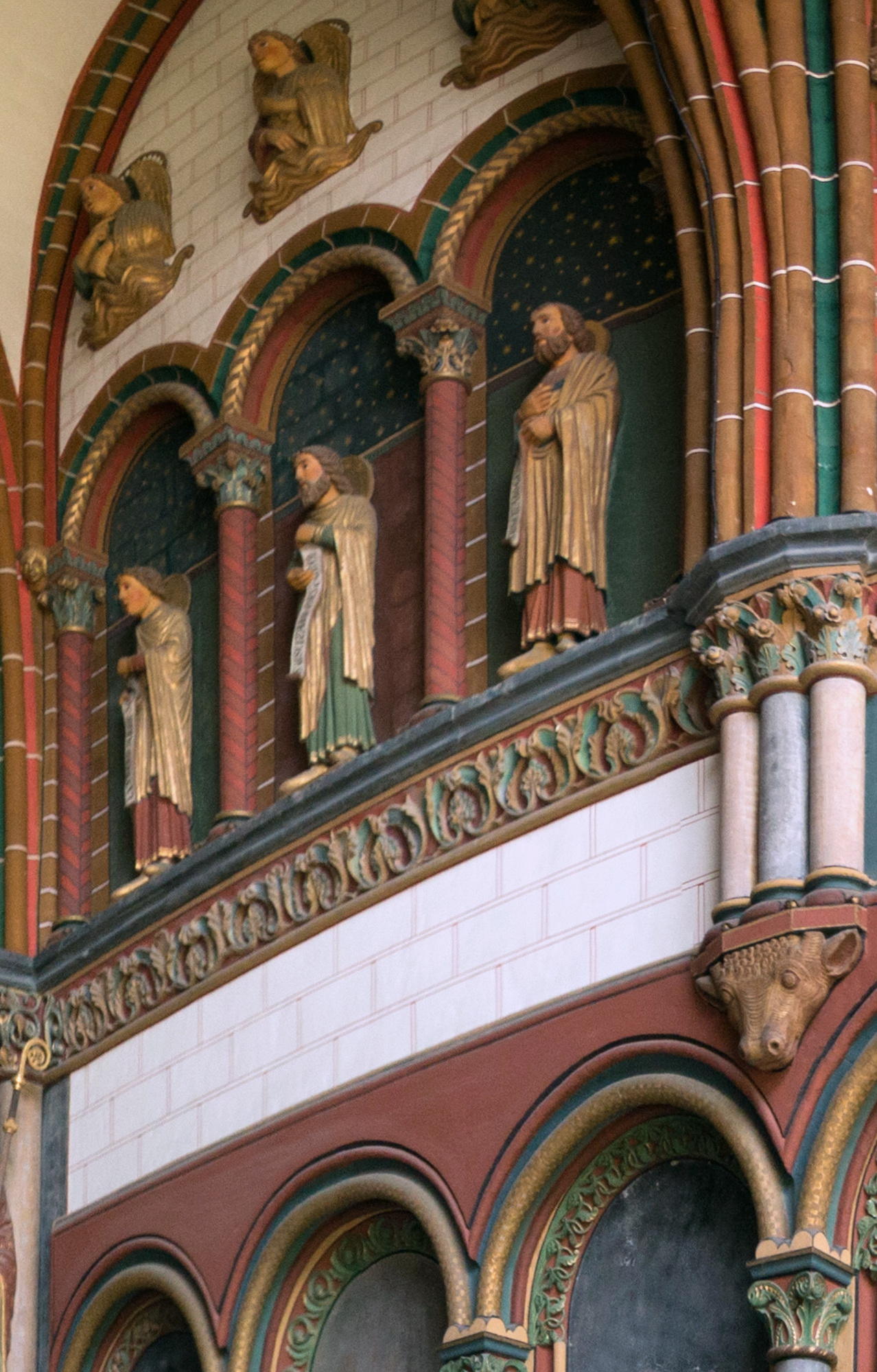
Detail oostmuur

### Gewelf, vloer en poorten
Het gotische gewelf bestaat uit twee rechthoekige kruisribgewelven op geprofileerde gewelfribben. De laat-19e-eeuwse tegelvloer toont een labyrint met als beginpunt Maastricht (middenvoor), dat via Aken, Keulen, Rome en Constantinopel (de vier hoeken van het labyrint) naar de Tempelberg in Jeruzalem (het middelpunt) leidt. De doorgang van het portaal naar de kerk is 2m25 breed en 4m30 hoog. De poort is bij de laatste restauratie vernieuwd. De poortopening naar het Veldekeplein wordt afgesloten door een 19e-eeuws smeedijzeren hek en een moderne glazen pui, waarvan de deuren zelden geopend worden. Het bovenste gedeelte is met helder glas gevuld; van 1887 tot 1991 bevond zich hier een neogotisch raam met het Laatste Oordeel, dat door zijn gelige kleuren een ongewenst effect had op de polychromie.

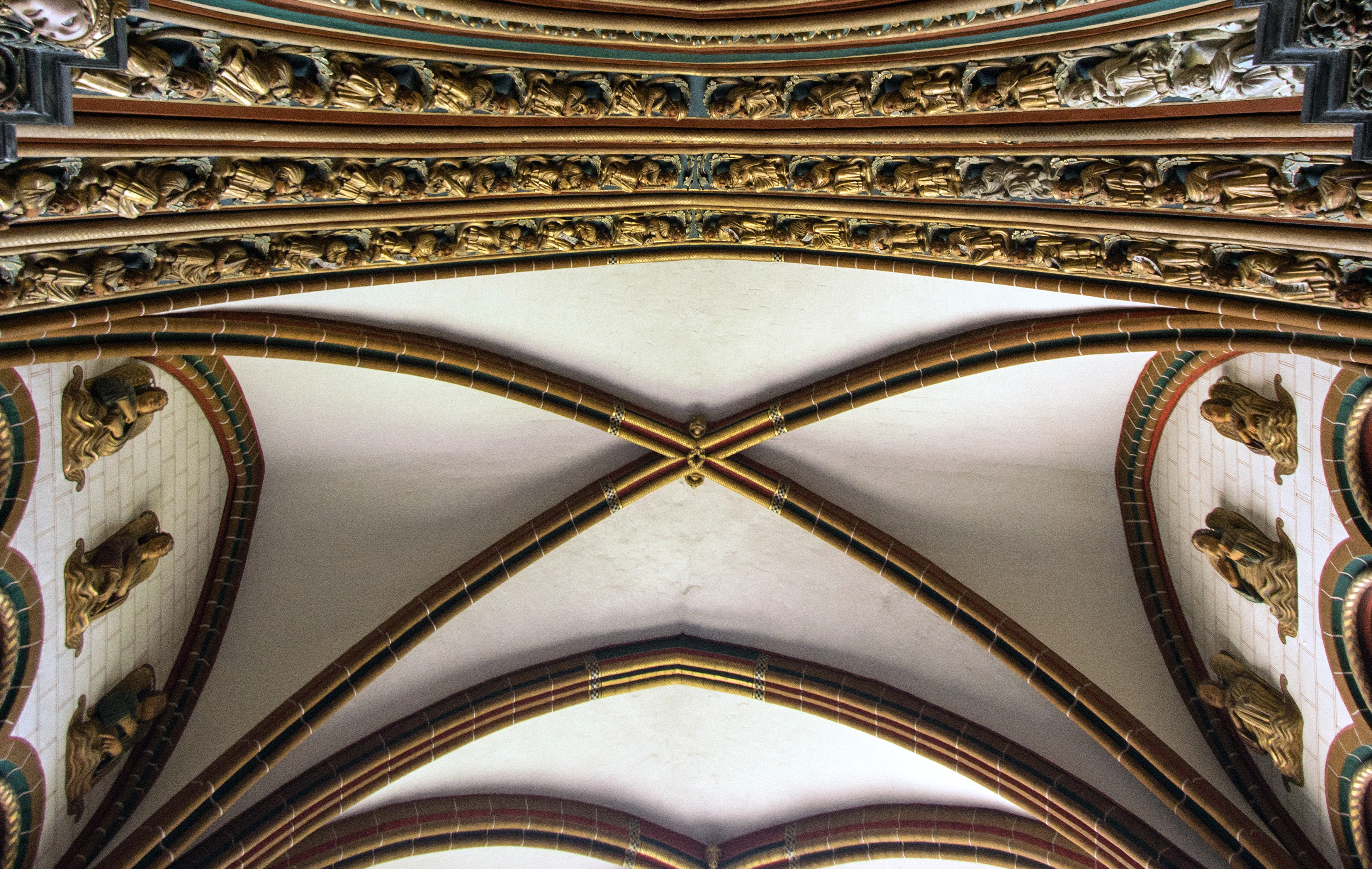
Kruisribgewelf
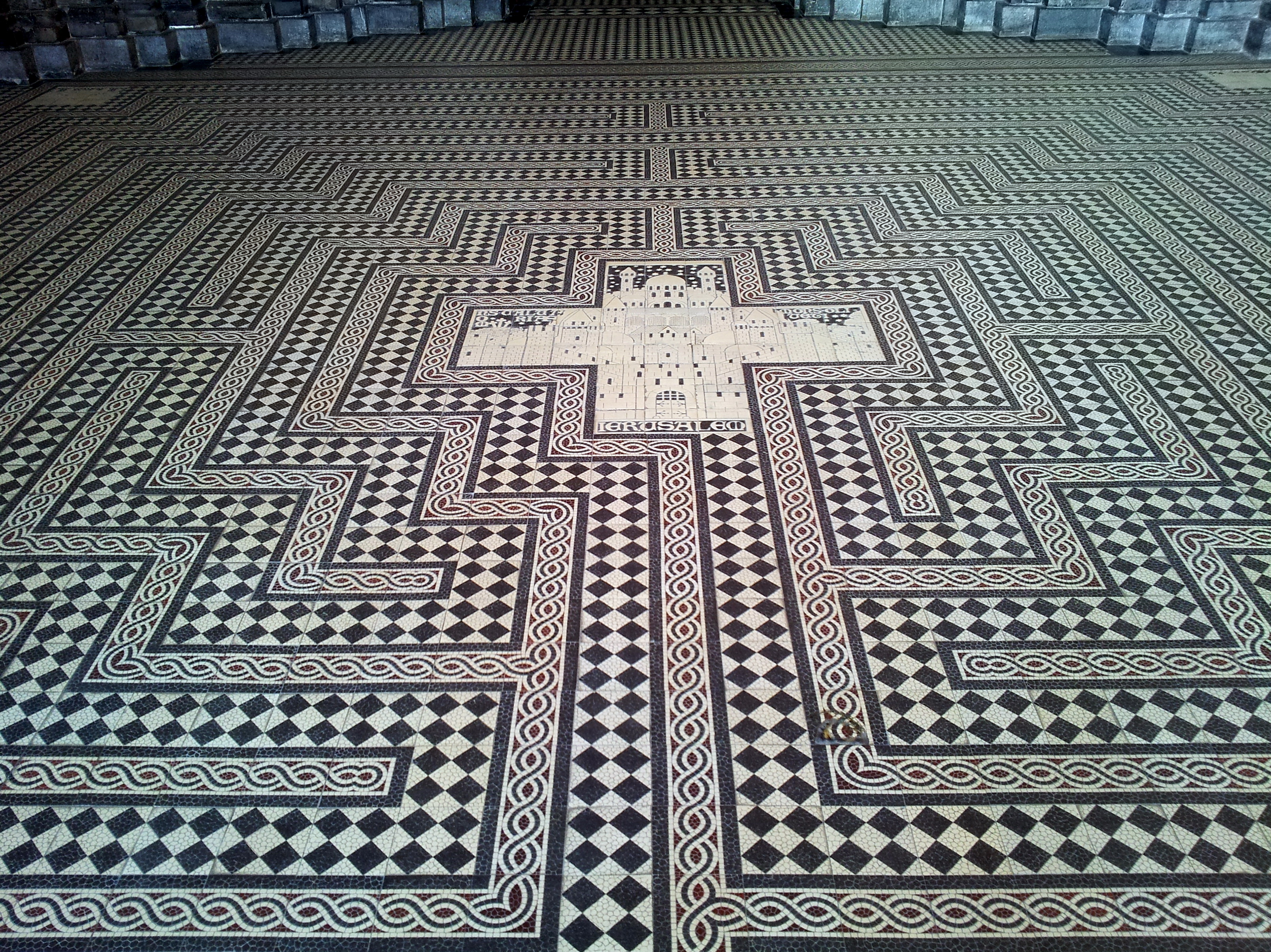
Tegelvloer met labyrint
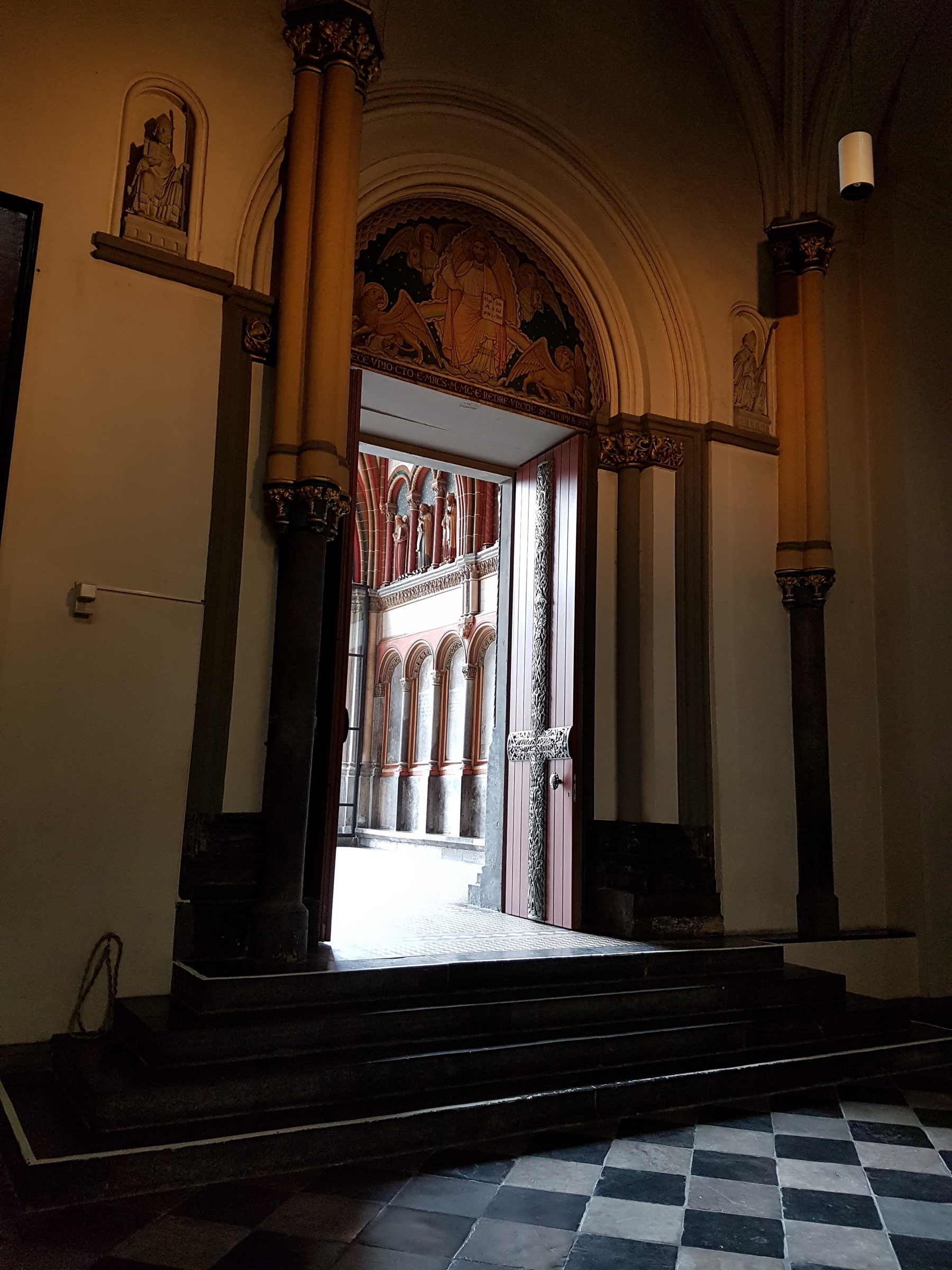
Doorgang vanuit de kerk
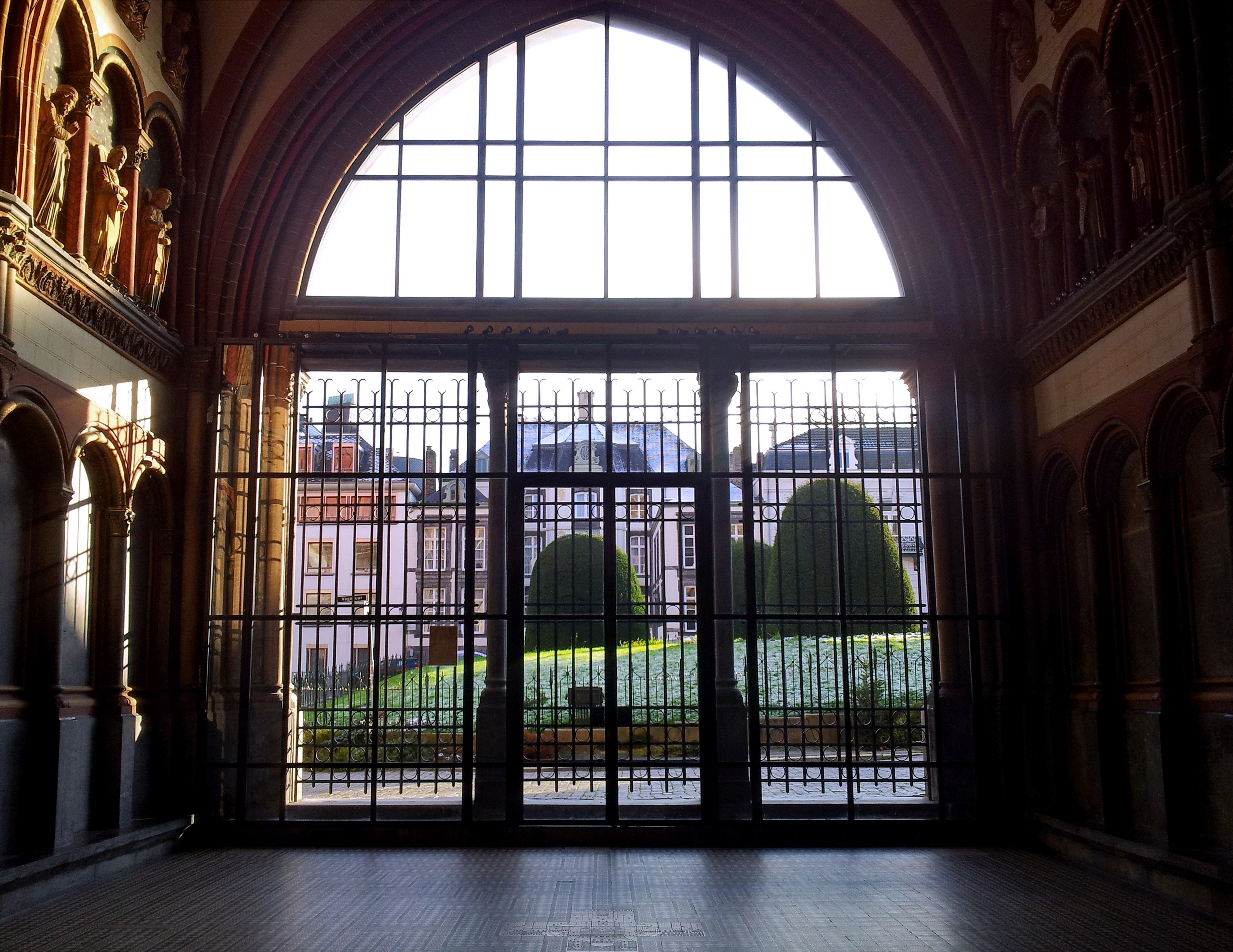
Buitenpoort

## Symbolische betekenis

### Christelijke symboliek

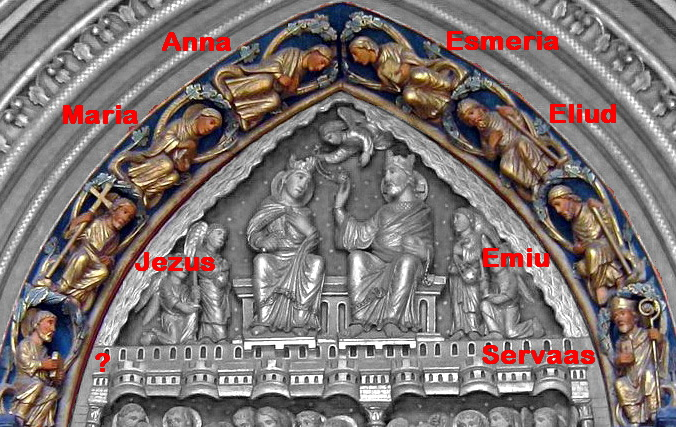
Stamboom van Sint-Servaas op de binnenste archivolt

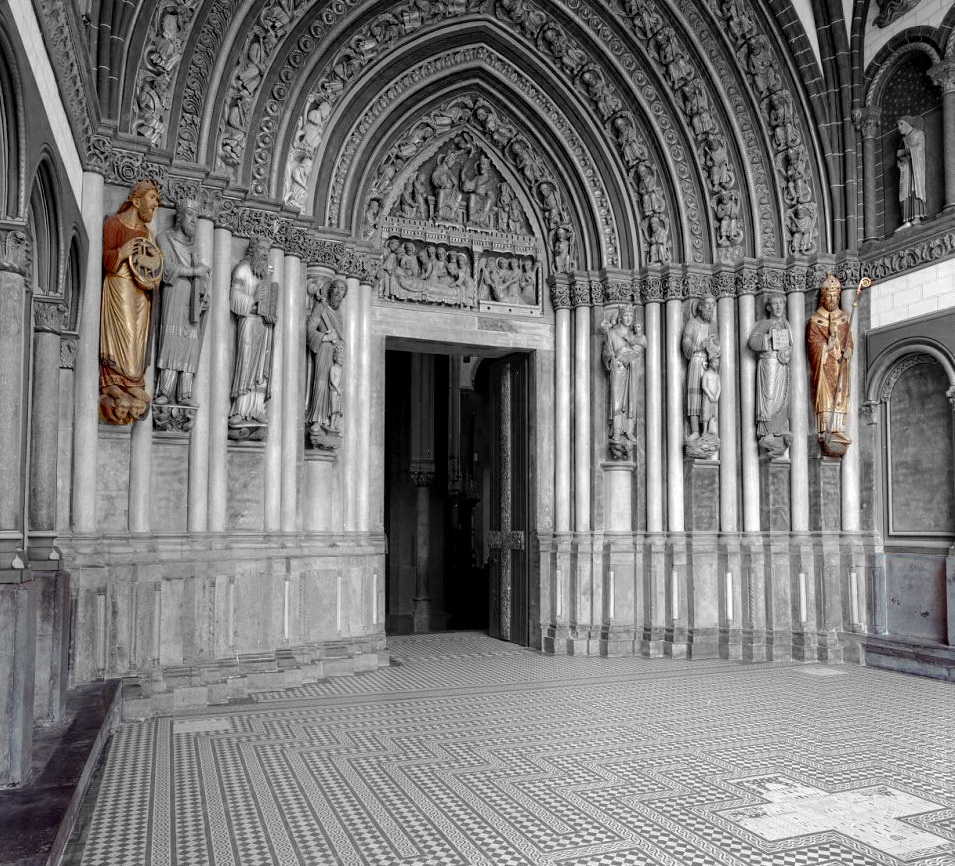
Het Bergportaal als rechtsplaats. Links het beeld van Samuel boven de rechtersbank; rechts dat van Sint-Servaas boven de beklaagdenbank

Het iconografisch programma van een middeleeuws kerkportaal werd nooit aan het toeval overgelaten. Boven alles moesten de kunstwerken de christelijke geloofsleer bevestigen. Bij het Bergportaal is dit niet anders. Terwijl elders in de kerk een Majestas Domini op een timpaan is afgebeeld, is hier gekozen voor de maagd Maria in de centrale voorstelling. Maria wordt echter niet op traditioneel Maaslandse wijze afgebeeld als Sedes sapientiae (Zetel der Wijsheid), met het kindje Jezus op schoot, maar als Regina coeli (Koningin van de Hemel), gezeten op een troon, naast Jezus. Dit was in de 12e eeuw een relatief nieuw doctrine, dat met name door Bernardus van Clairvaux en de cisterciënzers werd gepropageerd. De op de eerste archivolt afgebeelde stamboom van Sint-Servaas, afgeleid van de Heilige Maagschap, moest de middeleeuwse Doctrina Trajectensium kracht bijzetten (de stelling dat Servaas een achterneef van Jezus is). De 'stam van Jesse' op de overige archivolten gaf Sint-Servaas een plaats in de stamboom van Jezus. De heilige zelf is meer dan levensgroot afgebeeld aan de rechterzijde van het portaal, in het gezelschap van de Nieuwtestamentische profeten Simeon, Johannes de Doper en Johannes de Evangelist.

### Rechtsplaats
Het Bergportaal is vaak aangeduid als een van de plaatsen in de Sint-Servaaskerk waar rechtshandelingen plaatsvonden, een zogenaamde Gerichtslaube of dingplaats. Deze functie werd onder meer uitgedrukt door de figuur van de profeet Samuel als rechter, het meest linkse van de rij beelden naast de poortdoorgang. Samuel staat als rechter in de voorgeschreven houding met gekruiste benen op de voorgeschreven plaats aan de westzijde van de dingbank, met het gezicht naar het oosten gericht. Bij rechtszitting moesten rechters aan zijn voeten plaatsnemen tegen de westwand van het portaal, naast de console van het Samuel-beeld, waarop als waarschuwend voorbeeld de twee zonen van Samuel waren afgebeeld, de onrechtvaardige en corrupte rechters Joël en Abia. De aanklagers en verdachten zaten tegenover de rechters, met achter zich het beeld van Sint-Servaas, de bemiddelaar.

### Koninklijk portaal?
In een oorkonde van Frederik Barbarossa uit 1154 wordt gesproken over een palatium nostrum Traiecti ("ons paleis in Maastricht"), een verwijzing naar het bestaan van een koninklijke palts in Maastricht, waar ook andere aanwijzingen voor bestaan, zij het geen eenduidige archeologische. De meeste auteurs situeren deze palts in de nabijheid van de Sint-Servaaskerk, ofwel op de zuidoosthoek van het Vrijthof op de plek van het latere Sint-Servaasgasthuis, ofwel op de zuidwesthoek, waar kort na 1200 de Sint-Janskerk werd gebouwd. Deze laatste locatie zou verklaren waarom juist het zuidportaal, recht tegenover de koninklijke palts, werd uitgebouwd tot porticus speciosa (schitterend portaal) met niet mis te verstane verwijzingen naar het koningschap in het beeldhouwwerk (Jezus en Maria als Koning en Koningin van de Hemel op het centrale paneel, het meer dan levensgrote beeld van koning David naast de ingang en de koningen van Israël op de archivolten).

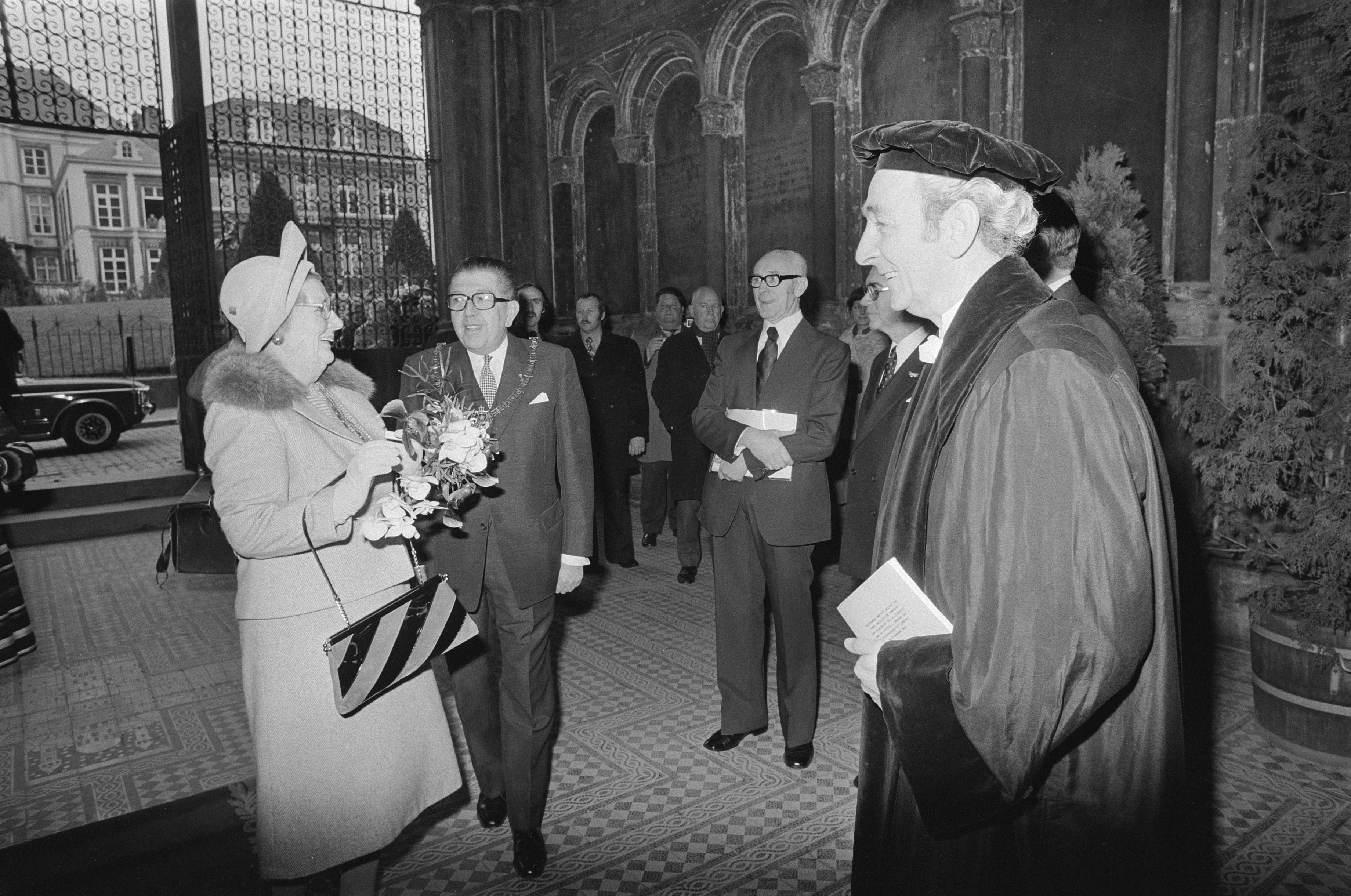
Koningin Juliana in het Bergportaal bij de opening van de universiteit (1976)

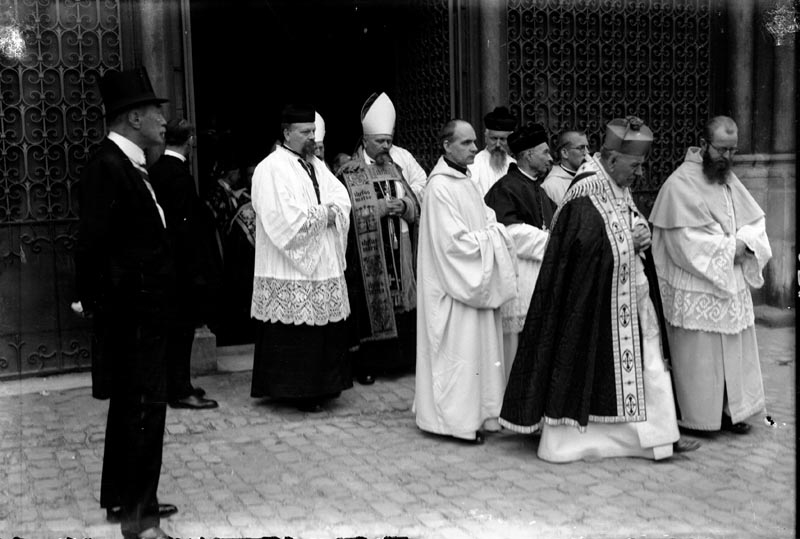
Prelaten bij de begrafenis van kardinaal van Rossum in 1932

Hoe dan ook lijkt het logisch dat dit "koninklijk" vormgegeven portaal de entree was voor hoog bezoek. De verloving van Otto IV en Maria van Brabant was zeker niet de laatste keer dat de kerk vereerd werd met koninklijk bezoek. Rooms-koning Willem II van Holland bezocht de kerk in 1252 en 1253, Keizer Karel IV woonde in 1357 de herinwijding van de kerk bij, de Beierse hertog Hendrik XVI genas er in 1403 op miraculeuze wijze van de jicht en de Luikse prins-bisschoppen en de Brabantse hertogen waren er regelmatige gasten. Karel de Stoute, Karel V en Filips II bezochten de stad en de Sint-Servaas meerdere keren en logeerden in het vlakbij gelegen Spaans Gouvernement. Na de verovering van Maastricht door Frederik-Hendrik in 1632 was Maastricht een (grotendeels) katholieke stad in een (merendeels) protestants land. Het belang van de Sint-Servaaskerk nam af en koninklijk bezoek was er nog maar zelden.
Bij de begrafenis van kardinaal van Rossum in 1932 deed het portaal dienst als chapelle ardente. Paus Johannes Paulus II betrad op 14 mei 1985 het Bergportaal voor een bezoek aan de kerk, die bij die gelegenheid tot basilica minor werd verheven. De laatste monarch die de kerk bezocht, koning Willem-Alexander, toen nog kroonprins en in het gezelschap van zijn verloofde Máxima Zorreguieta, kwam de kerk op 22 oktober 2001 binnen via het noordportaal aan het Keizer Karelplein.
Tegenwoordig doet het Bergportaal niet langer dienst als kerkingang en is het nog slechts vanuit de kerk te betreden. Het portaal is een belangrijk onderdeel van een bezoek aan de Sint-Servaasbasiliek en de schatkamer, die tot de voornaamste toeristische attracties van Maastricht behoren.

## Kunsthistorische betekenis

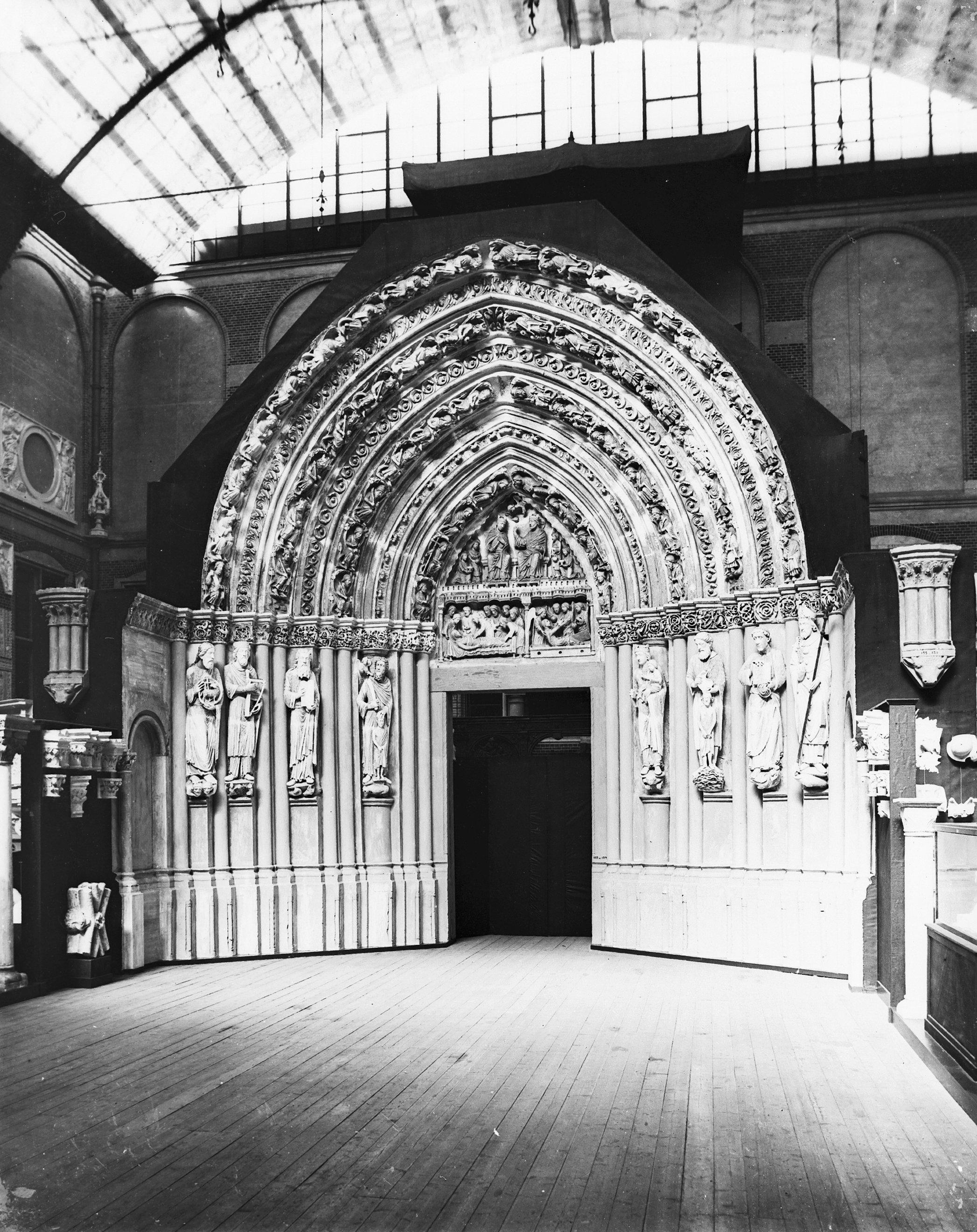
Gipsafgietsel Bergportaal (Rijksmuseum, ca. 1890)

### Waardering
Bij de inrichting van het Rijksmuseum in Amsterdam zorgde architect Cuypers er omstreeks 1885 voor, samen met Victor de Stuers, dat een gipsafgietsel van het door eerstgenoemde te restaureren Bergportaal (evenals andere kunstschatten uit Maastricht) een prominente plaats kreeg in de gipsafdeling van het nationaal museum. Die waardering is er niet altijd geweest. Lange tijd werd het portaal gezien als een noordelijk 'buitenbeentje' in de reeks van voornamelijk Franse beeldenportalen. Tot eind 20e eeuw bestond er onder kunsthistorici over het algemeen weinig belangstelling voor het Bergportaal. De Belgische kunsthistorica Marguerite Devigne sprak in 1932 over een "oeuvre lourde (...) oeuvre 'paysanne', sans élan, sans inspiration". Volgens de Nederlandse kunsthistorica Elizabeth den Hartog is dit negatieve oordeel voornamelijk te wijten aan de grove restauraties van voorgaande eeuwen en de aanwezigheid van een dikke verflaag op de beelden. Den Hartog kwalificeert met name het beeldhouwwerk uit de eerste fase van hoge kwaliteit. Mogelijk betreft dit een laat werkstuk van het zogenaamde Heimo-atelier, een in Maastricht werkzaam atelier van Maaslandse steenbeeldhouwers met Noord-Italiaanse invloeden. De aanvullingen uit de tweede fase tonen aan dat de beeldhouwkunst van de Maasvallei aan het eind van de 12e eeuw niet langer toonaangevend was. In die zin schaart Den Hartog zich achter de Limburgse hoogleraar kunstgeschiedenis Joseph Timmers, die het Bergportaal in 1955 "de zwanenzang van een stervende stijl" noemde.

### Vergelijking met Maaslandse edelsmeedkunst

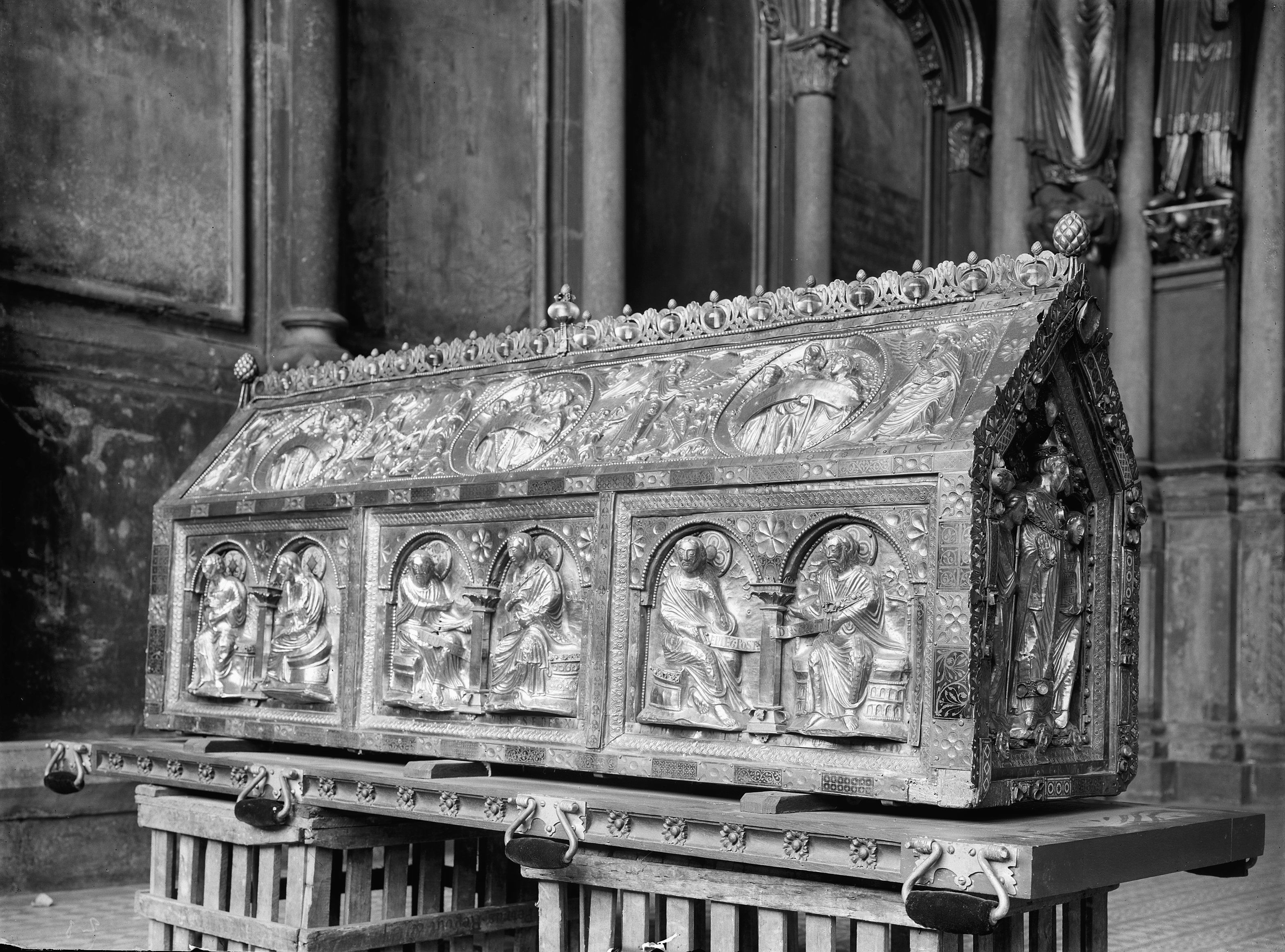
De Noodkist in het Bergportaal (1917)

De Maaslandse edelsmeedkunst mag zich al sinds het midden van de 19e eeuw verheugen in de belangstelling van kunsthistorici. De rol van de Maaslandse beeldhouwkunst is daarbij vergeleken onderbelicht gebleven.
Volgens Elizabeth den Hartog vertoont het beeldhouwwerk van het timpaan en de twee binnenste archivolten van het Bergportaal stilistische overeenkomsten met het edelsmeedwerk van de Noodkist, het reliekschrijn van Sint-Servaas in de Sint-Servaasbasiliek. Den Hartog ziet onder andere overeenkomsten tussen het beeld van Eliud op de eerste archivolt in het Bergportaal en de Paulus-figuur op de Noodkist. Evenzo is er een aantoonbaar verband met het Karelsschrijn in de Dom van Aken. De uit de tweede fase van het Bergportaal daterende koningen en profeten op de buitenste archivolten lijken sterk op de Duitse koningen en keizers op het Akense schrijn. De Duitse kunsthistorica Renate Kroos merkte al in 1985 op dat het jongere edelsmeedwerk van de Noodkist lijkt op dat van het in 1215 voltooide Karelsschrijn. Elizabeth den Hartog concludeert hieruit dat beide reliekschrijnen en het Bergportaal in dezelfde periode (ca. 1200-15) voltooid moeten zijn.

### Vergelijking met Franse portalen
Door verschillende auteurs, waaronder Timmers, zijn overeenkomsten vastgesteld tussen het Bergportaal en een reeks vroeggotische Franse kerkportalen, onder andere van de kathedraal van Senlis, de Onze-Lieve-Vrouwekerk in Dijon en de Notre-Dame van Parijs. Met name een vergelijking met Senlis (ca. 1170) is frappant, onder andere door de manier waarop de figuren in de archivolten op een troon van bladeren in de vorm van het cijfer 8 zijn geplaatst. In het verleden viel de vergelijking tussen het Maastrichtse portaal en dat van Senlis voor het eerstgenoemde steevast ongunstig uit, omdat men aannam dat het slechts een 13e-eeuwse kopie van het Franse origineel betrof.
Dat het Bergportaal gelieerd is aan enkele vroeggotische portalen in Noord-Frankrijk staat vast. De ontwikkeling van de nieuwe stijl is te volgen in een reeks kerkportalen, beginnend met het westportaal van de kathedraal van Senlis (1170), gevolgd door de middenportalen van de westfaçades van de kapittelkerk van Mantes (1180) en de kathedraal van Laon (1195-1205), het middenportaal van de kerk van Saint-Yved in Braine (1205-1215) en eindigend met het noordertranseptportaal van de kathedraal van Chartres (1205-1210). Volgens Den Hartog moet het Bergportaal, samen met dat van Senlis, aan het begin van die reeks geplaatst worden. Mogelijk heeft er in Noord-Frankrijk of de Zuidelijke Nederlanden een ouder portaal bestaan, dat als voorbeeld diende voor beide portalen.
Door diverse kunsthistorici is de rol benadrukt die de Maaslandse edelsmeedkunst vervulde bij de vroege ontwikkeling van de gotische stijl in Frankrijk. Daarbij werd in het verleden geen rekening gehouden met een directe beïnvloeding door Maaslandse beeldhouwers. Volgens Den Hartog komt dit doordat veel grote Maaslandse kerken uit deze periode (met name de Sint-Lambertuskathedraal in Luik en de abdijkerken van Stavelot en Sint-Truiden) verwoest zijn, waardoor er weinig vroeggotisch beeldhouwwerk uit deze streek bewaard is gebleven. Het Bergportaal en enkele fragmenten elders tonen aan dat de Maaslandse beeldhouwkunst wel degelijk deel had aan de ontwikkelingen in Frankrijk.

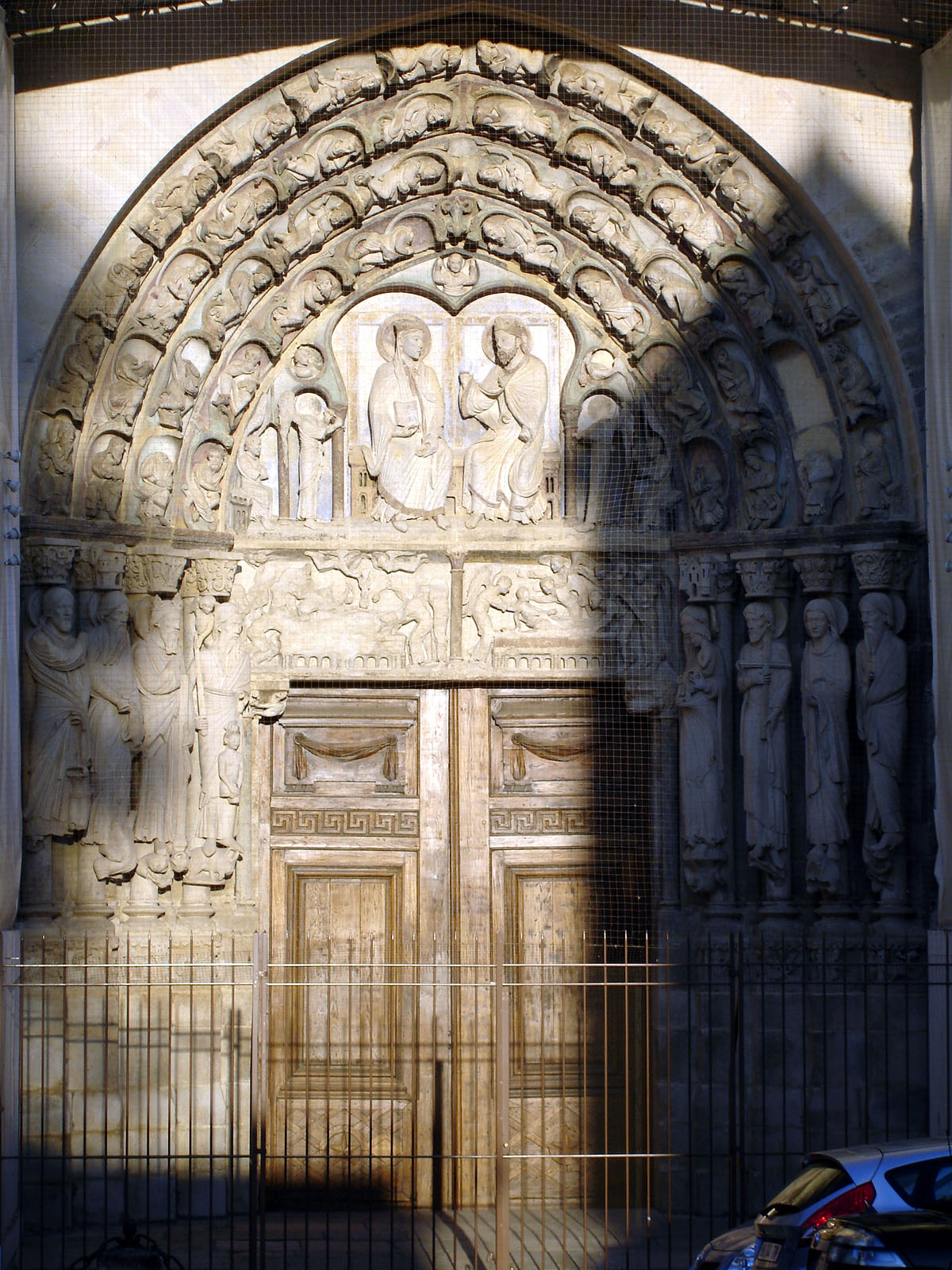
Oostportaal kathedraal van Senlis
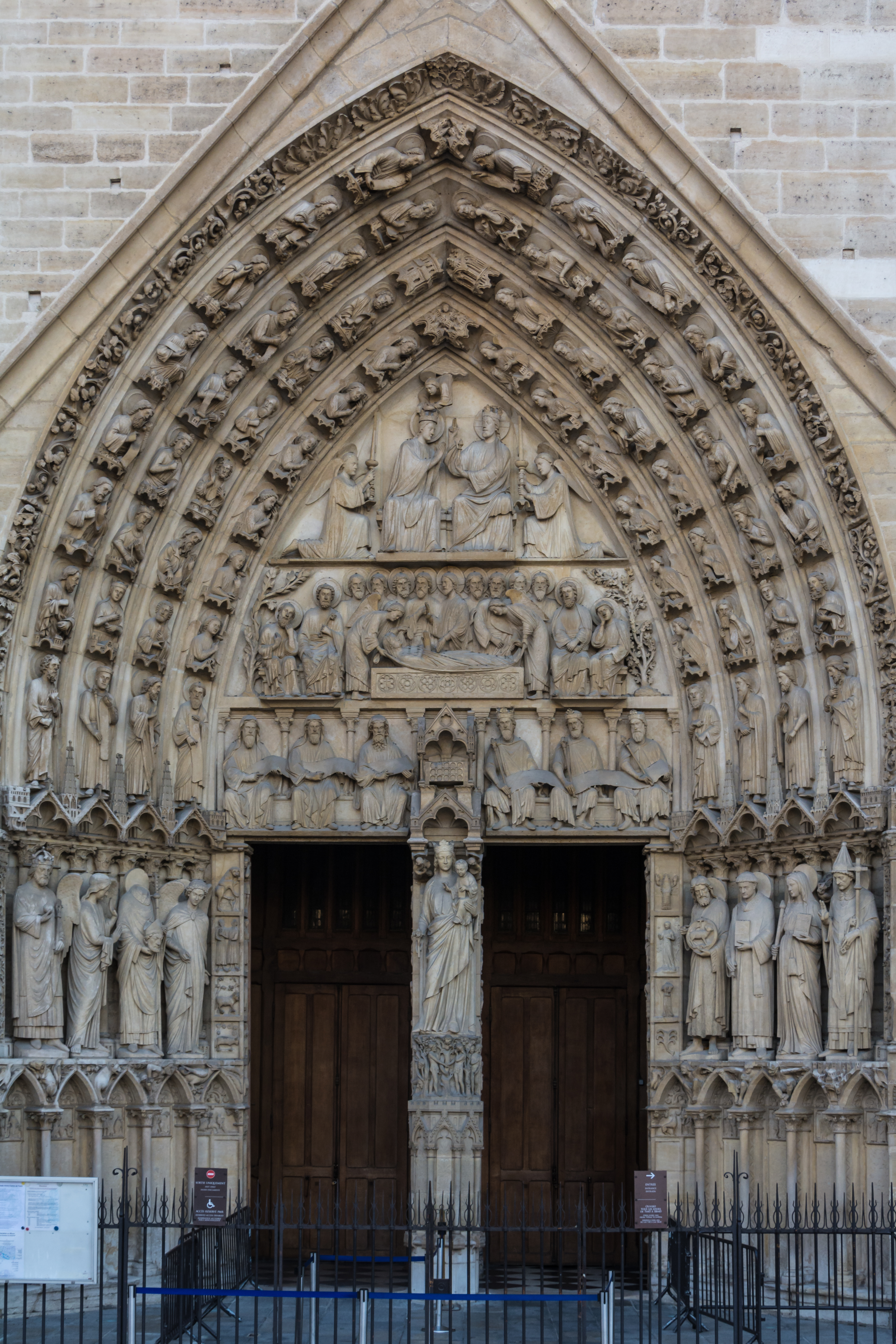
Noordwestportaal Notre-Dame van Parijs
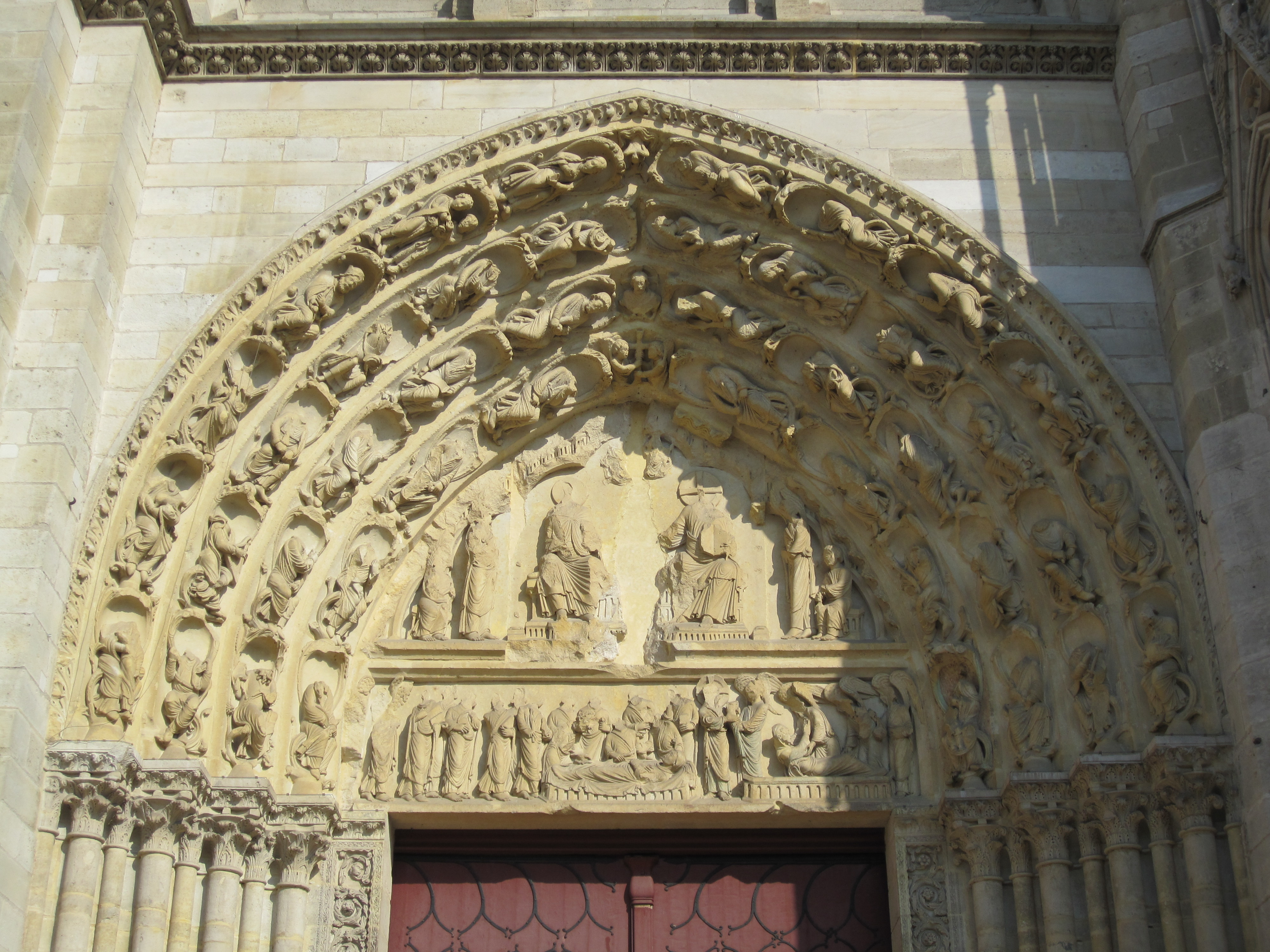
Noordwestportaal Mantes
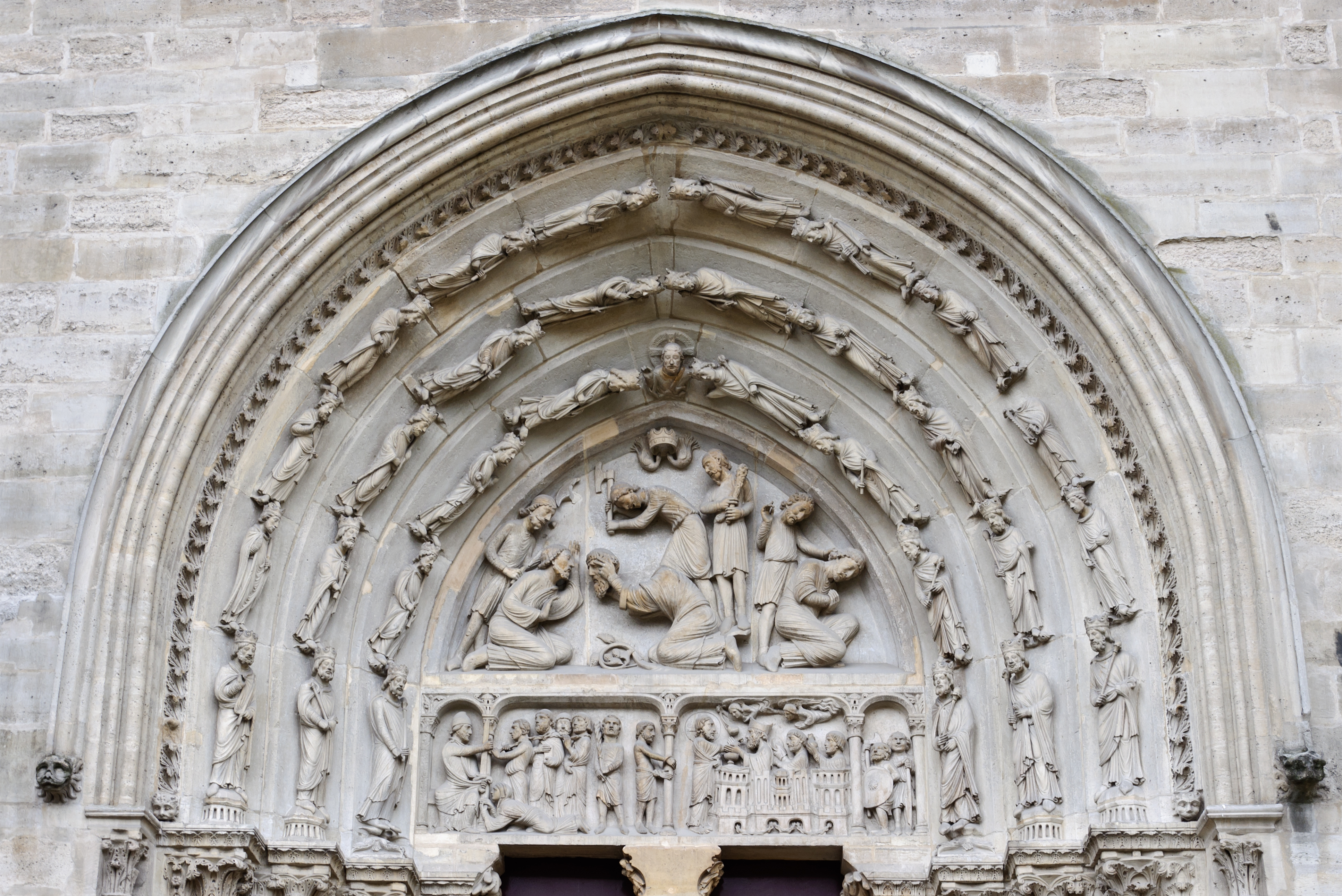
Noorderportaal Saint-Denis

## Trivia
- Na het Beleg van Maastricht in 1748 was Maastricht enkele maanden bezet door Franse troepen. Een deel daarvan werd ondergebracht in het Bergportaal en de kloostergangen van de Sint-Servaaskerk.[1]
- Na de dood van kardinaal Van Rossum op 30 augustus 1932 werd zijn stoffelijk overschot overgebracht naar het Bergportaal waar een chapelle ardente was ingericht.[47]
- In 2011 vond in het kader van de Heiligdomsvaart een 'modeprocessie' plaats georganiseerd door Fashionclash. Na afloop werden de kledingontwerpen, gebaseerd op liturgische gewaden, geëxposeerd in het Bergportaal.
- De 'Scatologica' of 'Litanie van heiligen in het portaal' is een volksverhaal op rijm dat zich afspeelt in het Bergportaal. Een van de heiligen heeft een wind gelaten maar niemand durft ervoor uit te komen. Het verhaal met onbekende oorsprong wordt vooral in Maastricht en omgeving op bruiloften en partijen voorgedragen.[48]